# Nagy Imre (miniszterelnök)
Nagy Imre (Kaposvár, 1896. június 7. – Budapest, X. kerület, 1958. június 16.) magyar kommunista politikus, gazdaságpolitikus, egyetemi tanár, a Magyar Tudományos Akadémia rendes tagja, aki 1953 és 1955 között, valamint az 1956-os forradalom alatt a Magyar Népköztársaság Minisztertanácsának elnöke (miniszterelnöke) volt. A forradalom leverése után két évvel koncepciós perbe fogták, majd június 16-án hazaárulás vádjával elítélték és társaival együtt kivégezték, majd titokban a rákoskeresztúri Új köztemető 301-es parcellájában Borbíró Piroska néven eltemették.
1989 júniusában Nagy Imrét és társait hivatalosan rehabilitálták, és teljes tiszteletadással újratemették. A tömegmegmozdulássá vált esemény kulcsszerepet játszott az MSZMP és az egész  rendszer bukásában és a harmadik magyar köztársaság kikiáltásában.

## Élete

### Családja
Szegényparaszti családból származott. Édesapja, Nagy József (1869–1929) uradalmi cseléd, vármegyei tisztiszolga, később postai szerelőmunkás volt; édesanyja, Szabó Rozália (1877–1969) mielőtt férjhez ment volna, a somogyi alispánnál mint cselédlány szolgált. Nagy Imrének három húga volt: Mária (férj. Hubay Gyuláné), Terézia (férj. Schossberger Ferencné) és Erzsébet, aki néhány hónapos korában elhunyt. Felesége Égető Mária (1902–1978), akivel 1925. szeptember 28-án kötött házasságot. Egyetlen gyermekük Nagy Erzsébet (1927–2008), újságíró, szerkesztő, fordító, akinek első férje Jánosi Ferenc (1916–1968) református lelkész, kultúrpolitikus, második házastársa pedig Vészi János.

### Gyermekkora
Nagy Imre 1896. június 7-én született Kaposváron, a Fő utcában. Keresztszülei Dakó János főispáni szolga és neje, Nagy Mari, valamint Schwarcz Ilona – mindannyian kaposvári lakosok voltak. A szüléskor segédkező bába neve: Rausenbergné. A keresztelést végezte Csertán Márton református lelkész. Fő utcai szülőházának utcai részén a Schwarz-féle fűszer- és vegyeskereskedés működött, a család az udvar felé eső egyszobás lakásban élt, később a Cigli-iskola mellé, a Markó-féle házba költöztek. Mikor édesapját 1904-ben Pécsre helyezték át, először a Kálvária utcában, majd a Petrezselyem utca 17. szám alá költöztek. 1905-ben visszaköltöztek Kaposvárra, előbb a Baross utcába, majd a Fő utcába.

### Tanulmányai
Kaposváron az első évet a fő téri iskolában végezte, majd az Anna utcai, ezután a Baross utcai elemi, 1904-től pedig Pécsett a belvárosi iskolába járt. Az ötödik elemi után megkezdte gimnáziumi tanulmányait. Közepes tanuló volt; Hudra László tanította magyarból és latinból, aki egyben osztályfőnöke is volt; Csertán Márton lelkészhez járt hittanra. Labdarúgóként a Kaposvári Testvériség csapatában játszott a Budapesti Vasas ellen. 1907 szeptemberében íratták be szülei a kaposvári állami főgimnáziumba. Szülei anyagi helyzete később romlott, édesapja a postától elkerült, s így nem tudta törleszteni a bankadósságot. Az árverezést elkerülendő, eladta házát, s a család elköltözött a Meggyes utcai Léner-féle ház udvari lakásába. Imre taníttatása költséges volt, tanulmányaiban nem jeleskedett. Részint az ötödik osztályban félévkor matematikából kapott intője, részint pedig annak mérlegelése, hogy egy megfelelő szakma kitanulása révén biztos megélhetést biztosítson önmaga számára, juttatta ama elhatározásra, hogy gimnáziumi tanulmányait abbahagyja. Édesanyja ebbe nem akart beleegyezni, fiát hivatalnoknak szánta, így ősszel még beiratkozott az ötödik osztályba, azonban a félévkor kapott intője végképp elvette kedvét a továbbtanulástól. Sem szülei, sem tanárai biztatására nem volt hajlandó folytatni tanulmányait, s 1912-ben saját elhatározásából elhagyta a kaposvári gimnáziumot. Eredeti elképzelése az volt, hogy egy évi gyakorlat után felső-ipariskolába iratkozik Budapesten.
Belépett Scholz és Noficzer mérlegkészítő, épület- és műlakatos mesterek műhelyébe tanoncként. Két régi osztálytársa is itt volt gyakornok akkor már egy fél éve. A géplakatos-mesterség vonzotta és nagy szorgalommal tanult. A neves és jó szakemberekkel ellátott műhelyben főként mérlegek, sírkerítések, lépcsőrácsok, dombormű-vasmunkák, valamint réz- és egyéb díszítések készítésén dolgoztak. Többek között ő is részt vett a kaposvári Tüdőszanatórium lakatosmunkáinak elkészítésében. Felső ipariskolába végül nem tudott jelentkezni, mivel a Pesten lakó, a MÁV gépgyárban, bognársegédként dolgozó nagybátyja munkanélkülisége és vidéki munkája keresztülhúzta számítását. Elhatározta, hogy géplakatos és esztergályos lesz, otthagyta az épületlakatos szakmát, s a losonci mezőgazdasági gépgyárba került tanoncnak. Egy Wenger nevű munkáscsaládnál kapott szállást. Az üzemben főként vetőgépeket, cséplőszekrényéket és alkatrészeket gyártottak. Egy év után családi okokból kifolyólag hazament és Kaposvárott folytatta a tanonckodást, Friedrich Géza géplakatos- és esztergályosmester alatt, aki gépi erőre berendezett műhellyel rendelkezett a Vár utcában. Itt elsősorban benzin-, nyersolaj- és villanymotorok, valamint gőzkazánok javításával foglalkoztak. Nagy Imre rendszeresen járt tréningre a KAC pályára, ahol kötöttfogású (római) birkózást űzött, edzője Steiner Rudi volt, a magyar birkózó olimpiai keret tagja.
A lakatossegédi oklevelet 1914-ben szerezte meg, február 1-jén levizsgázott, elvégezte mestermunkáját és felszabadult. Belépett a Magyar Vas- és Fémmunkások Országos Szövetségébe. Édesanyja azonban nem volt megbarátkozva a gondolattal, hogy Imre fia munkás legyen. Rendre győzködte, hogy kár veszni hagyni az elvégzett öt osztályt, folytatni kell a tanulmányokat, s ha a gimnáziumba visszamenni nem kíván, menjen felsőkereskedelmi iskolába. Ez utóbbi éppen azidőtájt létesült Kaposváron, 3 osztállyal. Miután édesapja is édesanyja akaratát támogatta, rávették fiukat, hogy ősszel beiratkozzon a felsőkereskedelmi iskolába. Nyár elején kilépett munkahelyéről, az iskolai év kezdetéig dr. Szücs Rezső ügyvédhez szegődött irodai alkalmazottként. Ekkor tört ki az első világháború. Principálisa, Szücs Rezső is bevonult katonának, így Imre egyedül maradt az ügyvédi irodában ügyintézőnek.
Szeptember elején megkezdődtek az előadások a felsőkereskedelmi iskolában, így az ügyvédi irodát maga mögött kellett hagynia. Matematikából jeles tanuló volt, ugyanannál a Kengyel tanár úrnál, aki korábban is tanította.
1914 decemberében besorozták és 1915 májusában behívták katonának. A tanulmányi évet ugyan befejezte, de vizsgákra nem került sor, a bizonyítványát anélkül állították ki.

### Az első világháború alatt
Eleinte lelkesedett a háborúért, és másokat is harcra buzdított. Véleménye a háborúról a tapasztalatai folytán fokozatosan alakult át.
A kaposvári 44-es közös gyalogezredhez vonult be. A háború során ezredét áthelyezték a csehországi Reichenbergbe, de Nagy Imre nem akart odamenni, ezért áthelyezését kérte a kaposvári honvédekhez. Kérését teljesítették, s a 17-esekhez tették át, azonban nem a kaposvári, hanem a székesfehérvári zászlóaljhoz került. Gyors és erőltetett kiképzésben részesült. Három hónapi kiképzés után, 1915 augusztusában menetszázadba osztották be, s társaival az olasz frontra vitték. Egy ideig hadsereg-tartalékban volt Adelsberg környékén, a gyakorlatok során a híres cseppkőbarlangot is megtekintették. Később hadosztály-tartalékba került a Nanos-fennsík lábához. Itt a mezőn, sátrakban laktak. Csakhamar ezredtartalékosként a front közelébe vonult. Ezrede, a 17-es honvéd gyalogezred az isonzói fronton a Doberdó-fennsíkon, Monfalcone falu mellett harcolt. Az ezred tartaléka Vallónában állomásozott. A völgyben lévő erdőben, kiépített fedezékekben és sátrakban laktak, s éjjel innen vonultak a tűzvonalba. Nagy Imre itt ismerkedett meg a háború borzalmaival. Az őszi eső alkalmával megfázott, s visszaemlékezése szerint San Martinóba vitték kórházba, magas lázzal. Hamarosan felgyógyult, azonban egy novemberi ütközet alkalmával egy gránátszilánk megsebesítette a lábán. A laibachi kórházba vitték, onnan pedig tovaszállították Ogulinba. Itt töltötte 1915 karácsonyát, az ünnepek során édesanyja is meglátogatta egy pár nap erejéig. Felgyógyulását követően vissza kellett mennie a frontra, de eldöntötte, hogy az olasz front helyett inkább az oroszt választja. Ehhez azonban először vissza kellett kerülni Székesfehérvárra, az ezredkáderhez. Amikor meglátta, hogy Laibachra osztották be, kihallgatásra jelentkezett az ezredorvosnál (német nyelven társalogtak), s közölte vele, hogy szeretné folytatni a felsőkereskedelmi iskolát. Az orvos ezután elrendelte, hogy a káderhez vigyék ki, azaz Székesfehérvárra. Nagy Imre estére összecsomagolt és a leghamarabb induló vonattal Zágrábon át Székesfehérvár felé vette az irányt.
Útközben úgy döntött, hogy pár nap látogatást tesz Kaposváron. A párnapos otthonlétet követően Székesfehérvárra ment, itt majd' két hónapra bekerült a lábadozóba, s az utazás megszakításáért egy hétre megvonták kimenőjét. Egyszersmind beosztották irodai munkára, a megyeházán lévő hadigondozó hivatalába. Nemsokára vissza kellett vonulnia századához a laktanyába, s társaival a kádernél történő időzést prolongálták. Géppuskás tanfolyamon vett részt, s mivel géplakatos volt, őt is vitték, így került Budapestre. Az V. kerületi Tükör utcában volt a tanfolyam, mely hat hétig tartott. Gyakorlatra Nagytéténybe, Veresegyházra, Üllőre jártak. Egy szabadnap alkalmával elkártyázta pénzét, s így jegy nélkül kellett felszállnia a hazafelé tartó vonatra. A pesti kalauzok katona volta miatt elnézték a jegy nélküli utazást, azonban Dombóvárnál az ismerős kaposvári kalauzok egyike jegyzőkönyvet vett fel az esetről, s át akarta adni Nagy Imrét a kaposvári állomásparancsnokságnak. Kaposvár közelében a cukorgyárnál leugrott a szerelvényről, s egy nap helyett öt napot töltött otthon. Mire Pestre visszatért, a tanfolyamnak már vége szakadt, így visszament Székesfehérvárra, hatnapi egyes sötétzárkára ítélték napi 6 órai kurtavassal. A kihallgatást követően meg is kezdte büntetése letöltését, de másnap az ismerős ügyeletes tiszt, a történet megismerése után, kiengedte.
Pécsre rendelték egy önálló géppuskás zászlóaljhoz, szállásuk a siklósi országút mellett volt, leggyakrabban a Mecsek oldalába jártak gyakorlatra. Nagy Imrét őrvezetővé léptették elő. Kérvényezte, hogy cséplőgép-kezelőként engedjék haza a nyári munkák idejére, azonban ez a terve nem járt sikerrel. Frontra indulása előtt édesanyja is meglátogatta egyszer, elbúcsúzott fiától. Lehet hogy megérezte, sokáig nem fogja látni, mivel Imre öt év elteltével került csak haza.
1916. június 10-én az orosz frontra indult a géppuskás zászlóalj. Csukott marhavagonokban indultak Pécsről, és Luck alatt szálltak le a vonatról. Kétnapi tartalékosságot követően a Csartorijek közelében lévő erődítési frontra küldték. Az oroszok áttörése miatt visszavonultak, a nagy forgatagban rengeteg hadianyag, fegyverzet és felszerelés veszett oda. Visszavonulásuk alatt a cseh, szlovák és román ezredek és munkásosztagok egy második védelmi vonal kiépítésén dolgoztak. Nagy Imréék itt foglalták el állásaikat, tőlük 200–300 méterre állomásoztak az oroszok. Egyik éjszaka váratlan éjjeli támadásra kaptak parancsot, amire az oroszok dum-dum golyókkal feleltek. Ennek eredményeképpen többen meghaltak, géppuskájuk is megsemmisült. A visszavonulás után parancsot kapott Nagy Imre, hogy az ottmaradt géppuskát másodmagával fényes nappal hozza el, ezt a műveletet siker koronázta, ugyanis az oroszok nem nyomultak előre.
1916. július végén támadások kezdődtek meg ugyanezen a szakaszon, július 28-án pergőtűz alá vették Nagy Imréék állásait, a hajnali ágyúzás során géppuskáikat szétlőtték. A front mögé törtek a kozákcsapatok, valamint az orosz gyalogság is megindult. Nagy Imrét egy srapnel találta el, megsebesült. Az oroszok ekkorra már az állásaikban voltak, s folytatták az előrenyomulást. Az orosz áttörést látva a Nagy Imréék háta mögött lévő tüzérség és jobbról a német tüzérség is tűz alá vette állásaikat, az oroszokéval egyetemben. Hullák között próbált meg valami biztonságos helyre kúszni. Az orosz szanitécek végül megtalálták, és elsősegélyt nyújtottak számára, a segélyhelyen kioperálták jobb combjából a srapnelgolyót. Másnap egy vasútállomás melletti segélyhelyre vitték tovább, s két napra rá sebesültszállító vonatra került. Kurszkba vitték, ahol egy átmeneti kórháznak berendezett sörgyárban helyezték el. Innen pár nappal később Voronyezsbe ment. Október végén bocsátották el, ekkorra sikerült felgyógyulnia.
Nekifogott az orosz nyelv tanulásának, és templomba is járt.

### Hadifogságban
1916 őszén került hadifogságba, ekkor csupán egy vékony nyári katonazubbony, egy viseltes nyári civil nadrág, sapka és bakancs volt minden öltözete. A kórházból ellopott egy vánkoshuzatot, melybe egy pohárként szolgáló bádog kakaósdobozt, valamint a fakanalát tette, s így ment Voronyezsből a Kijev melletti darnyicai elosztó táborba. Innen Szibériába irányították azon értelmiségieket, akiket nem tudtak munkaerőként használni Oroszország európai részén. Tizenhárman kerültek egy csoportba, s két orosz katona kíséretében indultak útnak. Gyalog tették meg a tábor és az állomás közötti néhány kilométeres utat, esőben. Vonatuk másnap indult, addig az állomás melletti fogdában töltötték az éjszakát egy fűtés nélküli szobában. Másnap reggelre sem száradt meg ruhájuk, így átázottan indultak útnak. A fűtött személykocsiban azonban volt lehetőségük megszárítani holmijaikat. Útjuk Szamara, Cseljabinszk, Omszk, Irkutszk érintésével a Bajkál-tón túli Verhnyeugyinszk felé vezetett. Ellátásukra napi 15 kopejkát kaptak, melyből bőségesen tellett vajra, tejre, péksüteményre és teára. Néhány alkalommal még sült csirkét is fogyasztottak. Irkutszkban másik vonatra kellett átszállniuk, az állomás várótermében a dánosi rablógyilkosság után megindított cigányok elleni csendőrhajsza elől Oroszországba menekülő cigányokkal elegyedtek szóba, akik rá akarták beszélni Nagy Imrét is, hogy szökjön velük, ő azonban nem adta be a derekát. Másnap este érkeztek meg Verhnyeugyinszkba, s innét hajón kellett volna menniük a Szelenga folyón Troickoszavszkba. A hajóközlekedést leállították, vasút nem volt a környéken, azonban gyalog nem tehették meg a 250 kilométeres utat.
Parancsnokságuk döntése alapján a 8 km-re lévő Nyizsnyaja Berezovka-i (ma Vagzsanov, Ulan-Ude része) táborba indultak. A november eleji hidegben könnyű nyári ruha volt rajtuk, mindenféle kabát vagy köpeny nélkül meneteltek. Nyizsnyaja Berezovkában egy üres, fűtetlen barakkban helyezték elő őket, mivel lakott barakkba fertőtlenítés nélkül nem mehettek. A barakkoknál őrködő kozákok a bemenetelük során alaposan végigvertek rajtuk. Egy hetet töltöttek az ideiglenes barakkban, borzasztó körülmények között. A kozákok kétszer is lehajtották őket a dermesztő hidegben a Szelenga folyóhoz ágsöprűt vágni.
Végül a 8-as zászlóalj 73-as tiszta, fűtött barakkjába osztották be; itt már hadifoglyok laktak. Hamarosan ruhát és meleg ételt is kaptak. A barakk két termében 300 ember nyert elhelyezést, többnyire magyarok, de osztrákok és németek is akadtak. Ügyeletes szolgálatuk a kenyérosztás, csája (tea)-, ebéd- és vacsorahozatal, illetve a barakk takarítása volt. Télen leginkább sakkozással, kártyázással, malmozással múlatták az időt. Katonatársaival gyakran beszélgettek a háborúról, politikáról, demokratikus és szocialista gondolatoknak adva hangsúlyt. Politikai alapon alakítottak kis baráti köröket, szemináriumokat és előadásokat tartottak egymásnak. Fúvós- és vonószenekarok is alakultak, szavaló, színjátszó csoportokat szerveztek, előadtak egészestés operetteket is. Télen korcsolyapályát alakítottak ki, nyáron futballpályát. Élelmezésük megoldására konyhakertet létesítettek a batalionban(?). Nagy Imréhez öt év alatt egyetlen csomag érkezett meg otthonról, melyben a ruhák hiánytalanul megvoltak, ám az élelmiszer nagy része "elkallódott". Berezovkai hadifogolytáboruk felszereltsége sokkal jobb volt, mint más táboroké, ennek következtében a betegségek és a halálozások száma is alacsony szinten járt. A kemény telek alkalmával általában mínusz 40-45 fokra esett a hőmérséklet, a nyár rövid és száraz volt, gyakran 40 fokra is felkúszott a hőmérő higanyszála.
Az 1917. évi forradalmat követően a foglyok szigorú őrizetet kaptak, az élelmezés rosszabb lett, cukorban és kenyérben is hiányt szenvedtek. A tűrhetetlen helyzet miatt Nagy Imre munkára jelentkezett: a fürdő számára aprított fát. A fürdő mellett szabadabb életet élhetett és jobb ellátásban volt része. A tábor lakói a forradalom hatásait csak 1918 első hónapjaiban tapasztalták. A katonák között zendülés tört ki, a tiszteket megölték, a kozákokat lefegyverezték; szakszervezetek létesültek.
Nagy Imre egészen 1918 tavaszáig élt a lágerben.

### Politikai pályafutása 1918-tól 1945-ig

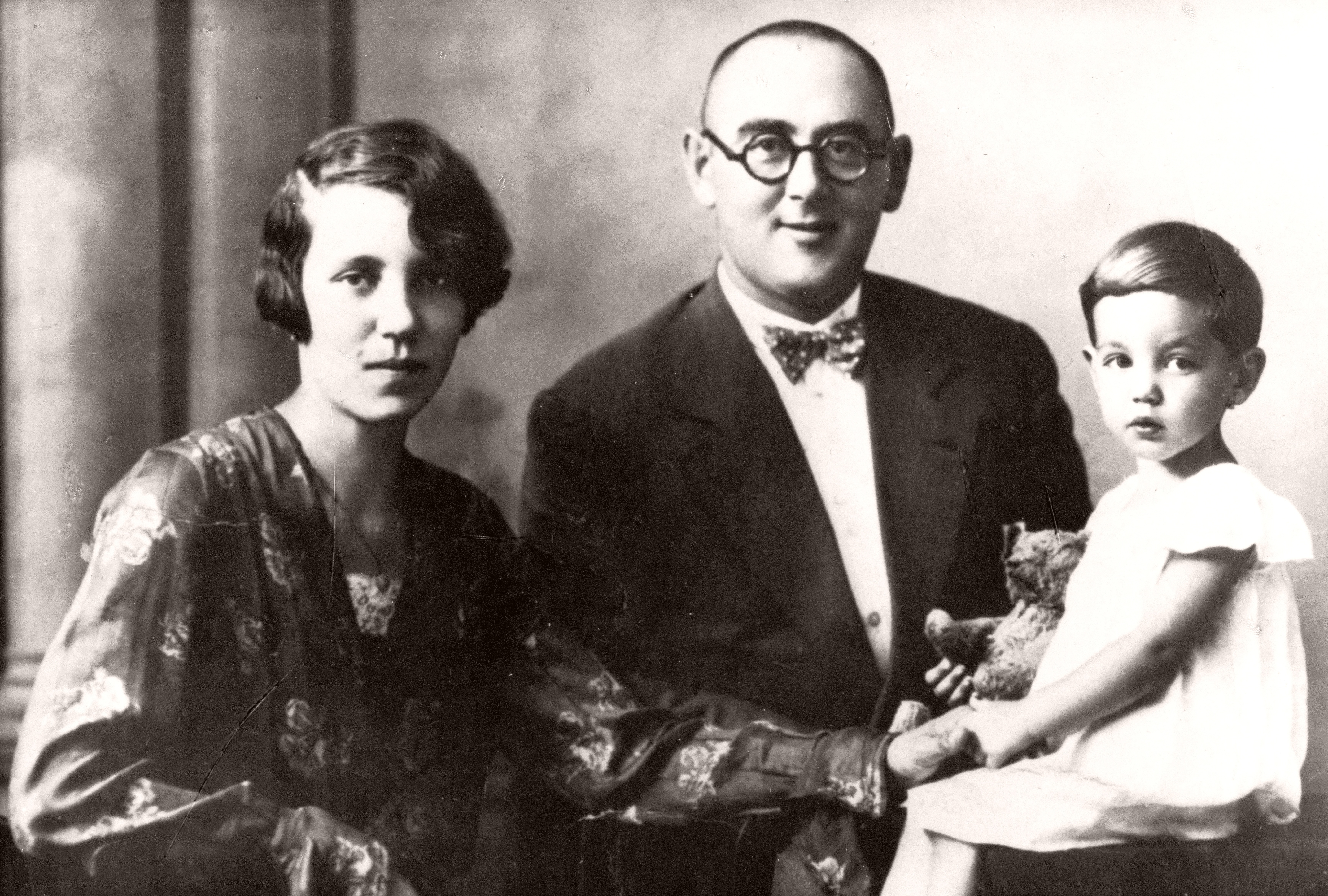
Nagy Imre feleségével és kislányukkal Erzsébettel 1929-ben

1918 márciusában tagja lett a Vörös Gárdának, majd ugyanezen év júniusában Szibéria Külföldi Munkásainak Kommunista (Szociáldemokrata) Pártjába is belépett. Egyes történészek feltételezték, hogy Nagy Imre részt vett II. Miklós orosz cár kivégzésében, ugyanakkor az egyértelmű bizonyítékok hiánya miatt egy másik Nagy Imre nevű egykori magyar hadifogoly is lehetett az elkövető.

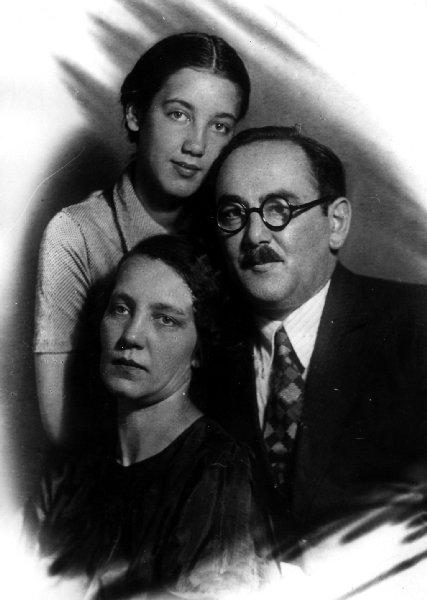
Nagy Imre és családja 1938-ban, a szovjetunióbeli emigráció idején

1918 szeptemberében több hónapig tartó harcot követően szétverték az osztagát, s a Csehszlovák Légió fogságába került. Nemsokára megszökött és alkalmi munkákból tartotta el magát a Bajkál-tó környékén. 1920–1921-ben Irkutszkban tevékenykedett pártmunkásként.
1920. május 10-én belépett az Oroszországi Kommunista (bolsevik) Pártba. 1921 májusában egyhónapos csekista kiképzésen vett részt, majd ezt követően hazatért Kaposvárra.
1922-től 1927-ig tisztviselő volt az Első Magyar Általános Biztosító Társaság kaposvári fiókjánál. 1922-től 1925-ig a kaposvári szociáldemokrata pártszervezetnek volt aktivistája, 1924-ben pedig titkára.
Belépett az MSZDP-be, ahol mezőgazdasági ügyekkel foglalkozott, majd a párt Somogy megyei titkára lett. 1925. május 17-én kizárták a pártból, mert 1924 áprilisában éles vitába került Peyer Károllyal és Szeder Ferenccel, valamint az MSZDP XXII. kongresszusán mint küldött volt jelen, és élesen bírálta az országos pártvezetőséget.
1925. november 28-án nőül vette Égető Máriát, aki egy helyi szociáldemokrata vezető leánya volt.
1925 nyárán az illegálisan működő KMP vezetése felkereste Nagy Imrét. Belépett az akkor alakult, jórészt kommunista befolyás alatt álló Magyarországi Szocialista Munkáspártba, ahol elsősorban a földművelésüggyel foglalkozott. 1926–27-ben vezetője volt a Magyarországi Szocialista Munkáspárt (Vági-párt) kaposvári szervezetének.
1921 elejétől 1927-ig megszakításokkal mintegy 3 évet töltött börtönben politikai okok miatt. 1927. február 27-én, az MSZMP betiltása után újra letartóztatták, kommunista szervezkedés gyanújával. Két hónap elteltével szabadlábra került. Innentől fogva számos tanulmányt és cikket írt a kommunista pártsajtó részére, melyek a magyar mezőgazdaság és parasztság helyzetét taglalták.
1927. április 13-án született meg leánya, Erzsébet.
1928 márciusában Bécsbe emigrált, de illegálisan több alkalommal is visszatért Magyarországra. Budapesten illegalitásban vezette a KMP „falusi osztályát". Szeptembertől a Magyarországi Szocialista Munkáspárt Parasztok Lapja című újságját szerkesztette, s irányította kiadását társaival, Szemenyei Gy. László újságíróval, Branyiczky Dezsővel stb. Ebben az időszakban készült el A magyar mezőgazdaság fejlődési tendenciái c. nagyobb terjedelmű tanulmánya is.
1930 február–márciusában jelen volt a KMP II. kongresszusán a Moszkva melletti Aprelevkában, mint küldött. A kongresszuson élesen bírálták, mivel jobboldali, szociáldemokrata jellegű elhajlást mutatott, s ezért Nagy Imre önkritikát gyakorolt.
1930. március 16-án, kérésének megfelelően, a KMP KB engedélyezte számára, hogy továbbra is a Szovjetunióban tartózkodhasson, egészen 1944 novemberéig élt itt.
1930 áprilisától 1936 februárjáig a Komintern háttérintézményeként működő moszkvai Nemzetközi Agrárintézetnél (a Kommunista Internacionálé háttérintézménye) dolgozott mint tudományos munkatárs. Ezzel egyidejűleg 1931–32-ben vezetőségi tagja volt a Nemzetközi Lenin Iskola (a Komintern káderképzője) magyar szektorának.
1930 végén sikerült lakást, pontosabban egy kb. 12 m²-es szobát találnia Moszkva belvárosában, az egykori „Malij Parizs” („Kis Párizs”) nevű szállodában.
1933-ban megjelent először oroszul, egy évvel később pedig magyarul A magyar parasztság helyzete című önálló brosúrája. 1934-ben családjával kétszobás lakásba költöztek, ahol egy orosz család volt a társbérlőjük.
1935 őszén felesége Magyarországra látogatott.
1936. január 8-án Nagy Imrét Kun Béla feljelentése alapján kizárták a pártból, részint felesége magyarországi látogatása miatt, részint mert nem kívánta felvenni a szovjet állampolgárságot.
1936 márciusában Nagy Imre és felesége is felvette a szovjet állampolgárságot.
1936. február 1-jén elbocsátották az Agrárintézetből, innentől fogva három éven keresztül szabadfoglalkozású volt, alkalmi munkákból élt, többek között a Szovjetunió Központi Statisztikai Hivatalának volt munkatársa, valamint a moszkvai Új Hang című magyar nyelvű folyóirat munkatársaként, a szerkesztőbizottságának tagjaként és állandó cikkírójaként dolgozott. Később, 1989-ben felmerült az a vád, hogy ebben az időszakban „Vologya” fedőnéven az OGPU, illetve az NKVD ügynökeként tevékenykedett. Azóta bebizonyosodott, hogy az ezt „bizonyító” aktát Grósz Károly állíttatta össze Nagy Imre lejáratása érdekében. 1939. február 3-án megrovással ugyan, de visszavették a pártba.
1940 februárja és 1944 között munkát vállalt a moszkvai Össz-szövetségi Rádióbizottság magyar nyelvű adásának szerkesztőségénél (néha a moszkvai Kossuth rádiónak is szokták nevezni). 1941. július 7-én önkéntesen vonult be katonának, majd a Vörös Hadsereg Főparancsnoksága felderítő osztályának alárendeltségébe került. 1942 februárjában ment vissza a rádióhoz. 1944. szeptember 16-tól felelős szerkesztőként a magyar nyelvű adások munkatársa volt.
1944 szeptemberében kidolgozta az MKP magyarországi általános földreform-tervét, október 27-én Szegedre utazott Gerő Ernővel, Révai Józseffel és Vas Zoltánnal, nekiláttak a kommunista párt szervezésének. November 7-én a Központi Vezetőség (röviden KV) tagja lett, majd részt vett a Horthy-féle fegyverszüneti tárgyalásokon. November 29-én a szovjet külügyminisztérium egyik feljegyzése Nagy Imrét már a magyar területen megalakítandó kormány, avagy „felszabadító bizottság” tagjaként említi. „Rákosi Mátyás megígérte az özvegyeknek, majd társainak is: ha egyszer hazajönnek a Szovjetunióból, és hatalomra jutnak, nem ismétlődnek meg a törvénytelenségek! – Csakhogy elhatározásán már ekkor megjelentek az első hajszálrepedések. Például a németek deportálása… Vagy amit Gerőnek írt: ’A Népbíróság felállítása a helyes, de ne Szemenyei Gy. László, az áruló legyen az első, aki lóg, hanem megfelelő nyilas, különben kommunista bosszúnak fog az ítélet kinézni…’ – Itt talán mentség, hogy csak a kivégzések sorrendjébe szólt bele. Ám honnan tudta, mi lesz – az állítólagos áruló és provokátor – Szemenyei ítélete? Fogadalmának már születése pillanatában voltak kibúvói…” olvasható Pünkösti könyvében. (Pünkösti Árpád: Rákosi a hatalomért /1945–1948/, I. fejezet, 1992 – OSZK)

### A kommunista vezetés tagjaként
1944. december 1. és 5. között Nagy Imre, Rákosi és Gerő jelen volt a Kremlben a Dimitrovval, Molotovval és Sztálinnal folytatott megbeszéléseken, melynek során a Debrecenben alakítandó ideiglenes magyar kormány politikájának irányvonalát, valamint személyi összetételét véglegesítették.
1944. december 22-én a debreceni Ideiglenes Nemzetgyűlés földművelésügyi miniszterévé nevezték ki (1945. november 4-ig viselte a tisztet), s az ideiglenes kormány tagja lett.
1945. március 17-én a kormány elé terjesztette a földosztásról szóló 600/1945. számú miniszteri rendelettervezetet. Ennek célja Nagy Imre szerint az volt, hogy „valóra váltsa a magyar földműves nép évszázados álmát, és birtokába adja ősi jussát, a földet. A feudális nagybirtokrendszer megszüntetése biztosítja az ország demokratikus átalakítását, jövő fejlődését és felvirágzását, a földesúri birtokok parasztkézre adása megnyitja a politikai, társadalmi, gazdasági és szellemi felemelkedés útját az évszázadok óta elnyomott magyar parasztság előtt.” A Minisztertanács egyhangúlag elfogadta eme előterjesztést. A földek kiosztása hivatalosan 1945. március 29-én kezdődött meg Pusztaszeren, a Pallavicini-birtokon.
1945. május 25-én Nagy Imrét felvették az MKP Politikai Bizottságába.
1945 nyarától az államfői funkciót ideiglenesen gyakorló Nemzeti Főtanács és a Magyar Kommunista Párt Központi Vezetőségének tagja volt. 1945. november 17-én, a nemzetgyűlési választások a Tildy-kormány belügyminisztere lett. 1946. március 18-án mondott le eme posztjáról, miután az MKP vezetése többször is bírálta. Ekkoriban látott napvilágot Agrárproblémák című moszkvai írásainak gyűjteménye.
1946. április 23-án az MDP KV Titkárságának mezőgazdaságért felelős tagjává nevezték ki.
1947. szeptember 16-án az országgyűlés elnökévé választották. Ezt a posztot 1949 júniusáig töltötte be. 1947. december 10-én írásos ellenvéleményt fogalmazott meg Gerő Ernő gazdaságpolitikai irányelveivel kapcsolatban, melyek a szovjet mintájú átalakítást szorgalmazták. A pártvezetés azonban ezt az ellenvéleményt elutasította.
1948. június 14-én a Magyar Dolgozók Pártja KV, 15-én pedig a PB tagja lett, azonban a Titkárságba nem vették be. 1948. szeptember 10-én kötelezte Nagy Imrét az MDP PB, hogy írásban fejtse nézeteit, miben nem ért egyet a párt agrárpolitikájával.
1948. szeptember 15-én Nagy Imrét – aki ekkor az országgyűlés elnöke volt – kinevezték a Közgazdaság-tudományi Egyetem professzorává, az agrárpolitikai tanszék vezetőjének. 1949 és 1950 között emellett az Agrártudományi Egyetemen is agrárpolitikát tanított. 1953-ban agrártudományi tanulmányaiért a Magyar Tudományos Akadémia tagjává választották.
1955. április 18-án az országgyűlés Nagy Imrét felmentette kormányfői tisztségéből (és Hegedüs Andrást választotta meg kormányfőnek). Le kellett mondania országgyűlési képviselői mandátumáról, a népfront elnökségi tagságáról, de még egyetemi tanári címéről és akadémiai tagságáról is. December 3-án pedig – azon indoklással, hogy nem ért egyet a párt politikájával és a marxizmus-leninizmustól idegen nézeteket vall – a Magyar Dolgozók Pártjából is kizárták.
1948. szeptember 15-étől a Közgazdaság-tudományi Egyetem professzoraként (egyetemi tanárként) működött, az agrárpolitikai tanszéket vezette.
1949-ben családjával együtt a Kossuth téri lakásából elköltözött a pasaréti Orsó utca egyik villájába, mely állami kezelésben állt.
1949. március 5-én az MDP KV ülése során Nagy vitát kezdeményezett Rákosival, melyben az agrárpolitika távlataival kapcsolatban értekeztek. Az ülés végeztével hosszabb elaborátumot készített, amelyben a mezőgazdaság szövetkezetesítésének hosszabb időre történő, erőszaktól és diszkriminációtól mentes útja mellett állt ki.
Az 1949. szeptember 2-i MDP KV ülésen „opportunista, szövetkezetesítés elleni nézetei miatt” a Politikai Bizottságból kizárták.
1949–1950-ben a Közgazdaság-tudományi Egyetemmel párhuzamosan az Agrártudományi Egyetemen is oktatott agrárpolitikát.
1950. június 1-jén megkapta kinevezését, mely az MDP KV újonnan szervezett Adminisztratív Osztályának vezetőjévé emelte, ezen szervezet feladat főként a fegyveres testületekben folyó pártmunkát felügyeletére irányult.
1950. december 1-jén mint élelmezési miniszter (a kötelező beszolgáltatás legfőbb irányítója volt), újra a Politikai Bizottság tagja lett.
1951. március 2-án az MDP II. kongresszusa után a KV újfent a PB, s egyidejűleg a Titkárság tagjai közé választotta. 1952. január 5. és november 14. között begyűjtési miniszter, majd (első) miniszterelnökké választásáig miniszterelnök-helyettes volt.
1953-ban, Sztálin halála után Nagy Imre szenvedélyes beszédben méltatta a szovjet diktátort, és felszólította az országgyűlést Sztálin emlékének törvénybe iktatására. A szovjet vezetés reformokat kívánt életbe léptetni Magyarországon. Ennek érdekében magyar küldöttséget rendeltek Moszkvába, amelynek Nagy Imre is tagja volt. A június 13. és 16. között folyó tárgyalásokon az SZKP KB Elnökségének tagjai súlyos bírálattal illették a Rákosi nevéhez fűződő gazdaságpolitikát és a túlzott iparosítást, s egyúttal korrekciókra is utasítást adtak. Lavrentyij Berija június 13-án felszólította Rákosi Mátyást, hogy a miniszterelnöki posztot adja át Nagy Imrének.
Hazatérve az MDP Központi Vezetőségének 1953. június 27–28-án tartott ülésén Nagy Imre kijelentette hogy „az egész párt letért a marxizmus-leninizmus alapjairól”, az állam „rendőrállammá”, a kormány pedig „árnyékkormánnyá” vált. Az ülésen elfogadott ún. júniusi határozatában az MDP vezetése is erőteljes önkritikát fogalmazott meg. A határozatot azonban nem hozták nyilvánosságra.
Az országgyűlés szerepét szerette volna növelni.

### Első Nagy Imre-kormány
1953. július 4-én Nagy Imrét miniszterelnökké nevezték ki. A Parlamentben elmondott és rádióban is közvetített beszédében új szakasz kezdetét hirdette meg. Ez a kormányprogram szakított a korábbi, erőltetett iparfejlesztésen alapuló gazdaságpolitikával, ígéretet tett a törvényesség helyreállítására, a mezőgazdasági politika újragondolására, az előző években súlyosan visszaesett életszínvonal emelésére. Az új változások között szerepeltek még a következők: a parasztság terheinek könnyítése, a termelőszövetkezetekből való kilépés lehetősége, részleges amnesztia, a kitelepítések és az internálás megszüntetése, nagyobb türelem vallási kérdésekben. Az ÁVH-t a Belügyminisztérium felügyelete alá vonta, s eltörölte a beszolgáltatási hátralékokat.
1953. július 26-án korlátozott közkegyelmi rendelet lépett érvénybe, Nagy Imre feloszlatta az internálótáborokat, és feloldotta a kitelepítéséket.
1953. július 31-én az élelmiszerek árát a kormány jelentősen csökkentette, 1953. augusztus 14-én pedig a rendőrbíráskodás intézményét is eltörölte. 1953. szeptember 6-ától néhány közszükségleti cikk árát is leszállították.
1953. október 17-én folyt le Nagy Imre és a Magyar Katolikus Püspöki Kar találkozója.
Az 1953. október 31-ei MDP KV ülésen megerősítették az „új szakasz” nevű politikát. Az 1954. évi gazdasági terv módosított fő irányszámai is erre utaltak, például a nemzeti jövedelemből a lakosság ellátására 70%-ot állapítottak meg a korábban eltervezett 58% helyett.
1953 decemberének elején a szovjet pártelnökség újabb tárgyalásokat folytatott a magyar párt- és állami vezetőkkel, és utasítást adott az „új szakasz” folytatására.
1954. január 12-én Jevgenyij Kiszeljov szovjet nagykövettel beszélgetett, s kifejtette, hogy Rákosit tartja felelősnek abban, hogy Rajk Lászlót, Kádár Jánost és más kommunista vezetőket elítéltek 1949 és 1951 között.
1954. január-áprilisában az MDP vezetésében folyamatos politikai viták kaptak helyet, melyek az új szakasz folytatásáról szóltak.
1954. május 5-én Moszkvában megkezdődtek a legfelső szintű szovjet-magyar tárgyalások. Ezek során bírálattal éltek mind a korábbi időszak kritikáját „túlhajtó” Nagy Imre, mind az új szakasz politikájával szembefordult Rákosi Mátyással szemben. A szovjet vezetés szorgalmazta a kommunisták elleni konstruált perek felülvizsgálatát, amit Nagy Imre meg is kezdett. Ekkor szabadultak ki az elítélt kommunisták, például Kádár János.
1954. május 24-én, az MDP III. kongresszusa alkalmával Nagy Imre az államigazgatás és a tanácsok feladatairól tartott beszédet. Ez nem tartalmazta tavasszal megfogalmazott elgondolásait sem a népfront politikai szerepének növeléséről, sem pedig a korlátozott többpártrendszer visszaállításáról.
1954. augusztus 25-én a Gerő Ernő által irányított Gazdaságpolitikai Bizottság az MDP PB elé csomagtervet terjesztett, mely az életszínvonal visszafogását és a parasztság terheinek növelését célozta meg. 1954. október 1-3-án az MDP KV ülésén győzedelmeskedtek Nagy Imre vezetésével az új szakasz hívei és elutasításra kerültek a Gazdaságpolitikai Bizottság tervei.
1954. október 20-án Nagy Imre a pártvezetés megosztottságáról írt a Szabad Nép c. lapban megjelent cikkében, valamint azt is nyilvánosságra hozta, hogy a rehabilitált kommunista vezetők ártatlanok voltak, köztük a nyáron szabadul Kádár János is.
Támogatottságának növelése érdekében megszervezte a Hazafias Népfrontot. 1954. október 23-án felszólalt a Hazafias Népfront I. kongresszusán, kijelentése szerint az MDP KV és a kormány „véget vetett a bizonytalanságnak”, valamint „Győzött a júniusi politika és csúfos vereséget szenvedtek azok a számítások, amelyek kudarcára spekuláltak.” A Központi Vezetőség újabb határozatban erősítette meg a reformok szükségességét.
Rákosi Mátyás 1954. december 1-jén hazatért közel két hónapos moszkvai „gyógykezeléséről”, az MDP PB ülésén pedig élesen támadta Nagy Imrét és az új szakaszt. A testület tagjai a következő hetekben Rákosi mellé álltak.
1955. január 8-án az SZKP KB Elnöksége Moszkvában bírálattal élt Nagy Imre és az új szakasz politikájáról, követelte tőle hogy önkritikát gyakoroljon jobboldali elhajlásáért és egyúttal a politikai irányvonalát is változtassa meg.
1955. február 1-jén könnyebb szívinfarktuson esett át, emiatt egy ideig tulajdonképpen házi őrizetben tartották, így a politikától távol volt.
1955. március 2-án Rákosi beszámolója nyomán az MDP KV Mihail Szuszlov (az SZKP KB titkára) jelenlétében határozatot hozott a pártot és a szocializmust fenyegető jobboldali elhajlásról, s ebben Nagy Imrét nevezték meg felelősként.
1955. március 9-én személyesen közölte Nagy Imre Apró Antallal és Dobi István államfővel, hogy a kormányfői posztról és a PB-tagságról lemond, lemondó levelét nem tárták a nyilvánosság elé. Ezt követően újabb, ezúttal súlyosabb infarktuson esett keresztül.
A KV 1955. április 14-ei ülésén elfogadott egy határozatot, melyben az foglaltatik, hogy Nagy Imre „antimarxista, antileninista, pártellenes nézetei összefüggő rendszert képeznek”, és ezek megvalósítása érdekében „pártszerűtlen, pártellenes, sőt frakciós módszerekhez folyamodott”, emiatt a vezetésből kizárta őt a KV, egyúttal valamennyi posztjáról is visszahívta.
Rákosi átmeneti megerősödését követően (és Malenkov moszkvai meggyengülésével összefüggésben) az országgyűlés 1955. április 18-án felmentette Nagy Imrét kormányfői pozíciójából, helyette Hegedüs Andrást került a kormányfői székbe. Nagy ezt követően köteles volt lemondani mind országgyűlési képviselői mandátumáról, mind népfront elnökségi tagságáról, akadémiai tagságáról és egyetemi katedrájától is.
1955. május 4-én a pártvezetésnek levelet küldött, amiben leírta, hogy egyetért a határozatokkal. Hajlandóságot mutatott a „mélyreható pártszerű önkritikára” is, ezt csupán betegségére miatt odázta el. Levelét a PB elutasította.
1955 nyarán önkritika gyakorlása helyett vitairatokat írt, melyek politikáját voltak hivatottak védeni, s melyeket a pártvezetés számára tervezett benyújtani. Számos politikus, írók és újságíró kereste meg őt Orsó utcai lakásában. Elsőként Losonczy Géza, majd Haraszti Sándor, Vásárhelyi Miklós, Gimes Miklós és Fazekas György. A pártellenzék magja elkezdett kialakulni.
1955. augusztus 1-jén háromtagú bizottságot küldött ki a PB, hogy a „Nagy Imre-ügyet” megvizsgálják. A volt kormányfő ellen megkezdte nyomozását az államvédelem.

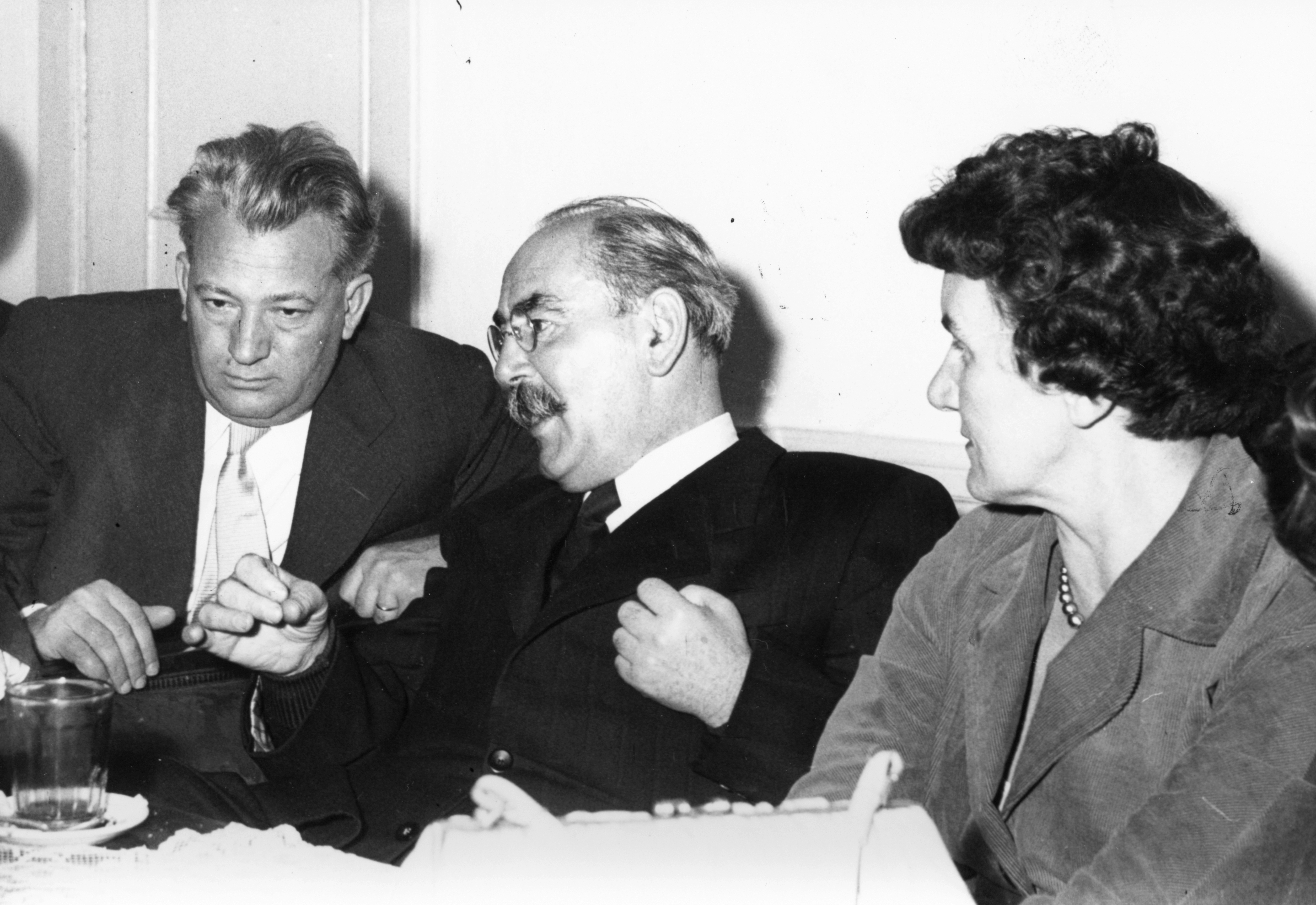
Egykori Győrffy kollégisták találkozója a Kossuth klubban 1956. október 13-án. Darvas József népművelési miniszter, Nagy Imre miniszterelnök és Rajk Lászlóné

1955 szeptemberétől Nagy a KV-nek több beadványt és levelet küldött, ezekben követelte a személye elleni támadások beszüntetését, s korábbi politikáját is megvédte.
1955. október 18-án 59 párttag értelmiségi, kik többnyire írók, újságírók és filmesek voltak, az MDP KV-hez intézett memorandumban állást foglaltak az „új szakasz” mellett, valamint tiltakozásukat fejezték ki a kultúrpolitika intézkedéseivel szemben (cenzúra, lapok elkobzása)
December 3-án az MDP KEB kizárta az soraiból, mivel mert „frakciós tevékenységet” folytatott, a párt politikájával nem értett egyet és a marxizmus-leninizmustól eltérő nézetei voltak.
Ez súlyosan megviselte a kommunista Nagy Imrét. Nézeteit hamarosan tanulmányokban kezdte kifejteni. 1956 tavaszán az egyre kiterjedtebb pártellenzék tekintélyes figurájává vált, azonban semmiféle akció részese nem volt.
60. születésnapja alkalmából közel száz közéleti személyiség, író, újságíró, művész és tudós kereste őt fel otthonában, hogy köszöntse.
1956 nyarán többek ösztönzésére ismét aktivizálódott. Kialakult körülötte az úgynevezett „Nagy Imre-kör”. 1956. október 13-án visszavették a pártba.
1956. október 22-én este tért haza a badacsonyi szüretről, a műegyetemisták felkérték, hogy legyen jelen a nagygyűlésükön, ám ezt visszautasította.

### Az 1956-os forradalomban
Október 23-án délelőtt Nagy Imre Losonczy Géza lakásán ült össze legszűkebb baráti körével tárgyalni, akikkel az MDP vezetésében nemsokára bekövetkező változás esetén folytatandó politikát, valamint a szükséges személyi változásokat vitatta meg. Nem helyeselték az egyetemisták készülő tüntetését. Délután folyamatosan keresték fel hívei, arra buzdították, hogy a tüntetőkhöz szóljon. A tüntető diákok egyik követelése Nagy Imrének a kormányba való visszatérése volt. Este 9 óra tájékán a pártvezetés felkérését teljesítve, a Kossuth téren az Országház előtt rövid beszédet mondott, melyben szót emelt a párt irányításával megtalálandó politikai kibontakozás mellett. Beszéde után átment az Akadémia utcai MDP-központba, itt tájékoztatták, hogy fegyveres felkelés robbant ki, és a szovjet csapatokat behívták. Mivel nem volt tagja a vezetésnek, a döntést nem vonta kérdőre. Azon a csonka KV-ülésen már nem vett részt, amely késő este kezdődött el.
Másnap, október 24-én hajnalban a PB tagjának és egyúttal kormányfőnek választotta az MDP jelölőbizottsága, mely eseményről a rádió is tájékoztatást adott. Statáriumot hirdettek a kormány nevében. Délután nem sokkal (12 óra 10 perckor) Nagy Imre rádióbeszédet mondott, s benne ígéretet tett arra, hogy a fegyvert letevők a statárium alól mentesülnek. A statárium közvetlenül a forradalmárok ellen irányult, ennek okán Nagy Imre vesztett népszerűségéből. A kisgazdapárt és a MEFESZ ettől kezdve nem ismerte el, helyette Kovács Bélát jelölték volna. Anasztasz Mikoján és Mihail Szuszlov délután érkeztek meg a pártközpontba.
Nagy Imrének nem volt szerepe a szovjet csapatok első (október 24-i) behívásában. Hallgatólagosan tudomásul vette ezt, hiszen a döntést erről egyébként is a szovjetek hozták. A Szovjetunió baklövésének tartotta a szovjet intervenciót. Ekkor úgy gondolta, hogy párhuzamosan zajlik egy kommunista antisztálinista forradalom és egy ellenforradalom, az intervenció pedig a kommunista forradalmárok lába alól húzta ki a talajt, tolta át a forradalmárokat az ellenforradalmi oldalra, amivel elvesztették a kommunista vezetés esélyét. Ellenforradalminak minősítették a rendszer elleni követeléseket (vagyis a polgári, többpártrendszeri átalakulást) és forradalminak a demokratikus szocializmus követeléseit. Az ezt követő napokban a kormányfő lényegében el volt vágva a külvilágtól. Ennek ellenére fokozatosan elfogadta a felkelők követeléseit, elsősorban Donáth Ferenc és Losonczy Géza érveinek hatására.
Október 25-én délelőtt Gerő Ernőt leváltotta a PB, az MDP első titkárának Kádár Jánost választották. Nagy Imre rádióbeszédben közölte, hogy a rend helyreállítását követően megkezdik tárgyalásaikat a szovjet csapatok kivonásáról.
Október 26-án Nagy kormányalakításról tárgyalt a PB-ben, s utána az Írószövetség és az egyetemi hallgatók küldötteivel is találkozott. Délután a KV tárgyalásokat folytatott az események értékeléséről, melyen Losonczy és Donáth javaslatot tettek arra, hogy a helyzetet katonai eszközök helyett politikai úton oldják meg. Nagy Imre a borsodi munkástanácsok küldöttségével is találkozott.

Második Nagy Imre-kormány

Október 27-én délelőtt a kormány összetétele véglegesen eldőlt, számos MDP-tag miniszter szerepelt benne, s Tildy Zoltán egykori államfő és Kovács Béla is helyet kaptak. (Ők korábban mindketten a Kisgazdapárt vezetői voltak.) Nagy Imre délután a pártellenzék tagjaival találkozott, akik szorgalmazták az azonnali hatállyal történő politikai irányváltást. Este az előző nap megalakult pártelnökség (direktórium) döntést hozott a politikai megoldásról, s a tűzszünet kihirdetéséről. Éjszaka Nagy Imre és Kádár János hosszasan tárgyalt erről Mikojánnal és Szuszlovval a szovjet nagykövetségen.
Október 28-án hajnalban Nagy Imre tiltakozását fejezte az ellen, hogy a legnagyobb budapesti fegyveres felkelőgóc, a Corvin köz ellen koncentrált szovjet-magyar fegyveres támadást indítsanak. A politikai bizottság jóváhagyta a tűzszünetet Nagy Imre erélyes fellépésének köszönhetően, ezt 12 óra 15 perckor ki is hirdették, illetve a felkelők követeléseinek egy részét is elfogadták. Nagy a Parlamentbe ment, itt megalakult és megkezdte ülést az új négypárti koalíciós kormány. Nagy Imre este fél 6 óra tájban rádióbeszéde során bejelentette, hogy a kormány a történteket nemzeti demokratikus mozgalomként értékeli, elfogadja a felkelők követeléseinek egy részét, illetve kivonják a szovjet csapatokat Budapestről. Egyértelműen állást foglalt a forradalom és a többpártrendszer bevezetése mellett, és a spontán alakult forradalmi bizottságok támogatását kérte. Bejelentette az ÁVH feloszlatását, a beszolgáltatás eltörlését. A változásokat támogatta a párt új első titkára, az október 25-én megválasztott Kádár János is. Nagy Imre jóváhagyta a Forradalmi Karhatalmi Bizottság megalakulását, amely a honvédség, valamint a rendőrség és a nemzetőrségbe szervezett felkelők részvételével tartotta fenn a rendet.
Október 29-én Nagy Imre tárgyalásokat folytatott a fegyveres felkelők vezetőivel. Október 30-án rádióbeszédét sugározták, amely ezen szavakkal kezdődött: „Magyarország dolgozó népe, munkások, parasztok, értelmiségiek! A hazánkban mind szélesebben kibontakozó forradalom, a demokratikus erők hatalmas megmozdulása válaszút elé állította hazánkat. A nemzeti kormány az MDP elnökségével egyetértésben a nemzet életében sorsdöntő elhatározásra jutott, amelyet a következőkben kívánok Magyarország dolgozó népével tudatni. Az ország életének további demokratizálása érdekében az egypártrendszer megszüntetésével a kormányzást az 1945-ben újjászületett koalíciós pártok demokratikus együttműködésének alapjaira helyezzük. [...]” Ezt a lépését visszaemlékezéseiben visszalépésnek tekintette, nem előrehaladásnak, csak kompromisszum volt. A tömeg egy része a fából vaskarika „demokratikus szocializmust” követelte, másik része pedig az általa egyébként ismeretlen jelenséget, a nyugati típusú parlamentáris, polgári demokráciát. Nagy ezek közül a középutat választotta: nem állhatott meg a Nagy-kormány 1953-as platformján, hanem vissza kellett hátrálnia 1948-ig. Azért 1948-ig, mert Nagy Imre csak egy korlátozott demokráciában gondolkodott, az 1948-as koalíciós pártok működését engedélyezte.
Október 31-étől az MDP utódjaként megalakuló MSZMP Ideiglenes Intéző Bizottságának a tagja volt. A Kossuth téren tartott beszédet, amelyben bejelentette: Magyarország a Varsói Szerződésből eredő kötelmek felmondásáról kapcsolatos tárgyalásokat megkezdi.
Az események előrehaladtával többször átalakította kormányát, november 1-jétől a kormányfői tisztség mellett ő töltötte be a külügyminiszterit is. Ugyanezen a napon kormánya bejelentette a Varsói Szerződésből való kilépést, és semlegesnek nyilvánította az országot, melyhez kérte az ENSZ és a négy nagyhatalom elismerését. Késő este az új párt, az MSZMP vezetője, Kádár János a szovjet nagykövetségre ment, másnap pedig Moszkvába vitték.
November 3-án megalakult a Harmadik Nagy Imre-kormány, mellyel egyúttal így Wekerle Sándor után ő lett a második magyar kormányfő, aki harmadszor is új kormányt alakított. A Parlamentben kezdetét vették a tárgyalások a szovjet csapatok kivonásáról. Újabb, ezúttal szélesebb koalíciós kormány jött létre államminiszterek, és Maléter Pál honvédelmi miniszter részvételével. Este Nagy Imre tárgyalt a román külügyminiszter-helyettessel, akitől azt kérte, hogy közvetítsen Budapest és Moszkva között. Közben Nagy Imréék kapták a jelentéseket a Budapest felé özönlő szovjet csapatokról. November 4-én hajnalban drámai hangú rádióbeszédben jelentette be a második szovjet beavatkozást.
- Nagy Imre nov. 4-i rádióbeszéde

Nem tudod lejátszani a fájlt?
Itt Nagy Imre beszél, a Magyar Népköztársaság Minisztertanácsának elnöke. Ma hajnalban a szovjet csapatok támadást indítottak fővárosunk ellen, azzal a nyilvánvaló szándékkal, hogy megdöntsék a törvényes magyar demokratikus kormányt. Csapataink harcban állnak. A kormány a helyén van. Ezt közlöm az ország népével és a világ közvéleményével.

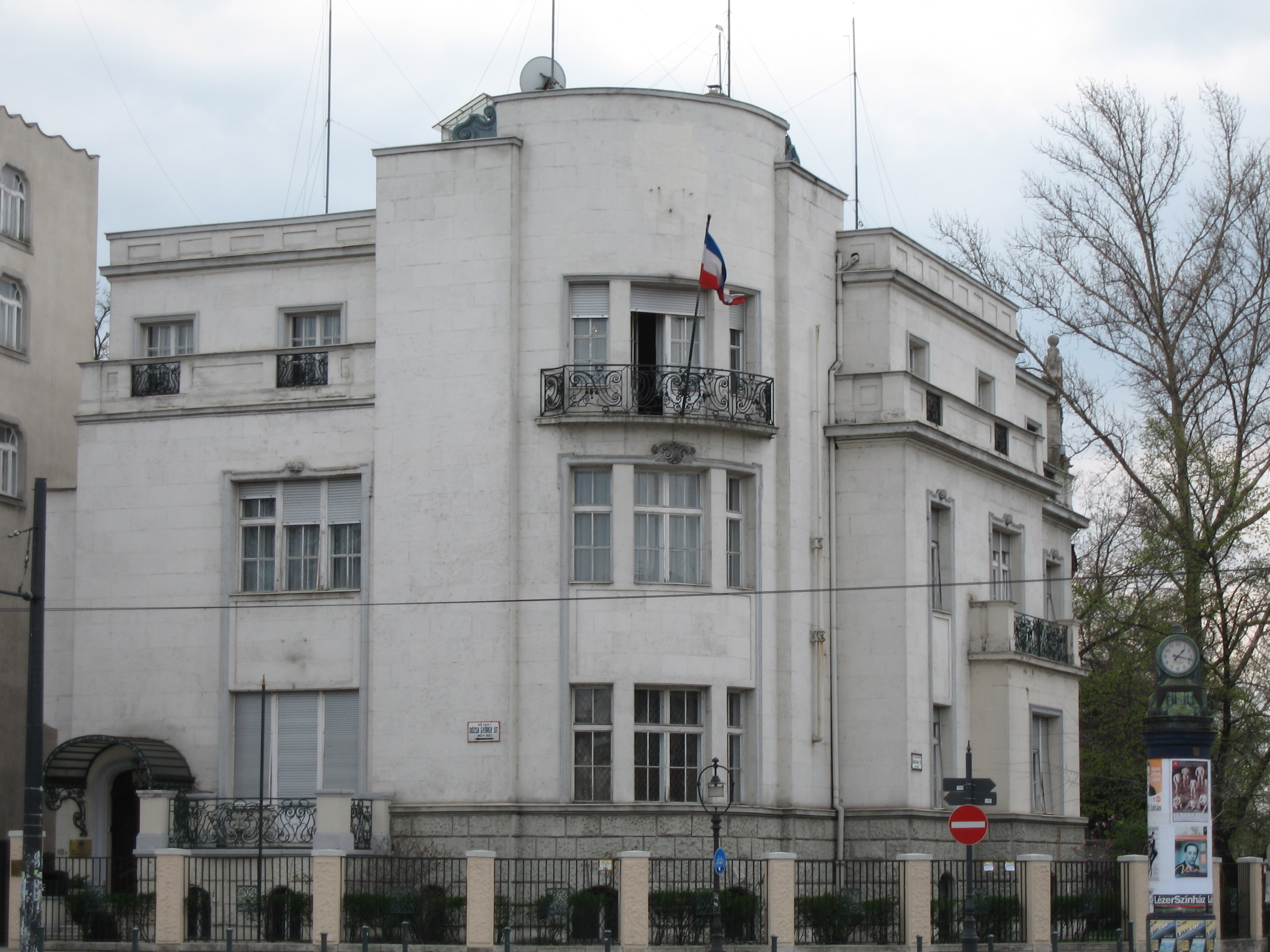
A jugoszláv követség épülete a Hősök tere felől

Ezt követően legközelebbi híveivel együtt (közöttük többségben voltak az MSZMP Intéző Bizottságának tagjai) a jugoszláv követségen kért menedékjogot.
Az országgyűlés épületében egyedül Bibó István jogász professzor és államminiszter maradt, aki mint az egyedüli törvényes magyar kormány képviselője felhívást intézett a magyarokhoz és a világhoz. Egyfelől felszólította a magyar népet, hogy „a megszálló hadsereget vagy az általa esetleg felállított bábkormányt törvényes felsőségnek ne tekintse, s vele szemben a passzív ellenállás összes fegyvereivel éljen”. Másfelől kérte a nagyhatalmak és az Egyesült Nemzetek bölcs és bátor döntését a leigázott magyarság szabadsága érdekében.

#### A jugoszláv nagykövetségen
A jugoszláv nagykövetségen már várt Nagy Imrére egy Belgrádból küldött üzenet, mely utolsó intézkedéseinek visszavonására, és Kádár János aznap alakult, a szovjet csapatok segítségével az „ellenforradalom” leverését vezető ellenkormányának támogatására szólította fel. Nagy Imre a felszólítást elutasította, és Jugoszláviában kért menedékjogot.

### A forradalom leverését követően
Aleksandar Ranković jugoszláv belügyminiszter 1956. november 8-án kérte Nagy Imrétől, hogy mondjon le a miniszterelnöki posztjáról egy november 4-re datált nyilatkozatban. Nagy Imre hozzáfogott az antedatált nyilatkozat megfogalmazásához, de végül barátai tanácsára hallgatva elutasította azt.
November 21-én Kádár János írásos garanciát adott Edvard Kardelj jugoszláv miniszterelnök-helyettesnek, hogy Nagy Imrét és társait nem fogják felelősségre vonni: „Az ügy lezárása érdekében a magyar kormány […] ezúton írásban is megismétli a szóban több ízben tett kijelentését, hogy Nagy Imrével és csoportja tagjaival szemben múltbéli cselekedeteikért nem kíván megtorlást alkalmazni. Tudomásul vesszük, hogy ily módon a csoport számára nyújtott menedék megszűnik, ők maguk a Jugoszláv Nagykövetséget elhagyják, és szabadon távoznak saját lakásukra.”
November 22-én a Nagy Imre és társai lemondtak a menedékjogukról és bízva a magyar kormány által tett bántatlansági ígéretben, a jugoszláv követség épületét elhagyták. A megszálló szovjet csapatok – megszegve a jugoszlávokkal történt megállapodást – azonnal őrizetbe vették őket, Nagy Imrét autóbusszal a mátyásföldi szovjet laktanyába vitték (az épület 2017-ben a Budapesti Gazdasági Egyetem Külkereskedelmi Karához tartozik).
Nagy Imrét megkereste Walter Roman román pártfunkcionárius a mátyásföldi szovjet parancsnokságon, s rá akarta venni, hogy kijelentse: önként Romániába távozik. Miután Nagy Imre ezt elutasította, 1956. november 23-án társaival és családjával együtt Romániába deportálták, ahol a Snagovi-tó partján tartották fogva őket, háziőrizetben.

#### Románia, Snagov, háziőrizet
Nagy Imre itt feljegyzéseket írt a forradalomról, valamint saját politikájáról. („Gondolatok, emlékezések” című politikai végrendelete 2006-ban a Gondolat Kiadó gondozásában jelent meg.) Többszöri felszólítás és erős politikai nyomás ellenére sem volt hajlandó aláírni a lemondását és elismerni Kádár János kormányát.
1957. január 25-én Nagy Imrét felkereste Bukarestben Kállai Gyula, aki az MSZMP Ideiglenes Központi Bizottsága megbízásából tárgyalt vele, ám Nagy elutasította politikájának önkritikus felülvizsgálatát. Január 29-én Kállai javaslatot tett az MSZMP Ideiglenes Intéző Bizottsága ülésén arra, hogy Nagy Imrét és társait bíróság elé állítsák.
1957 februárjában Nagy Imre az MSZMP KB-nak levelet írt, amelyben kijelentette, hogy továbbra is a párt tagjának tekinti magát, s politikáját bizonyos feltételekkel támogatná, ám nyílt vitát kezdeményezne a forradalomról. Ezt a levelet azonban nem küldte el. Politikai feljegyzéseit nem írta tovább, helyette nekifogott önéletrajzának.
1957. március 19-én Nagy Imre a szovjet, a román, a csehszlovák, a lengyel és a jugoszláv kommunista pártok vezetőinek küldött levelet, melyben mind saját maga, mind pedig hívei 1956-os szerepének kivizsgálását kérte, melynek céljából egy „nemzetközi párt-vizsgálóbizottság” felállítását sürgette. Levelét nem kézbesítették a románok.

### A Nagy Imre-per

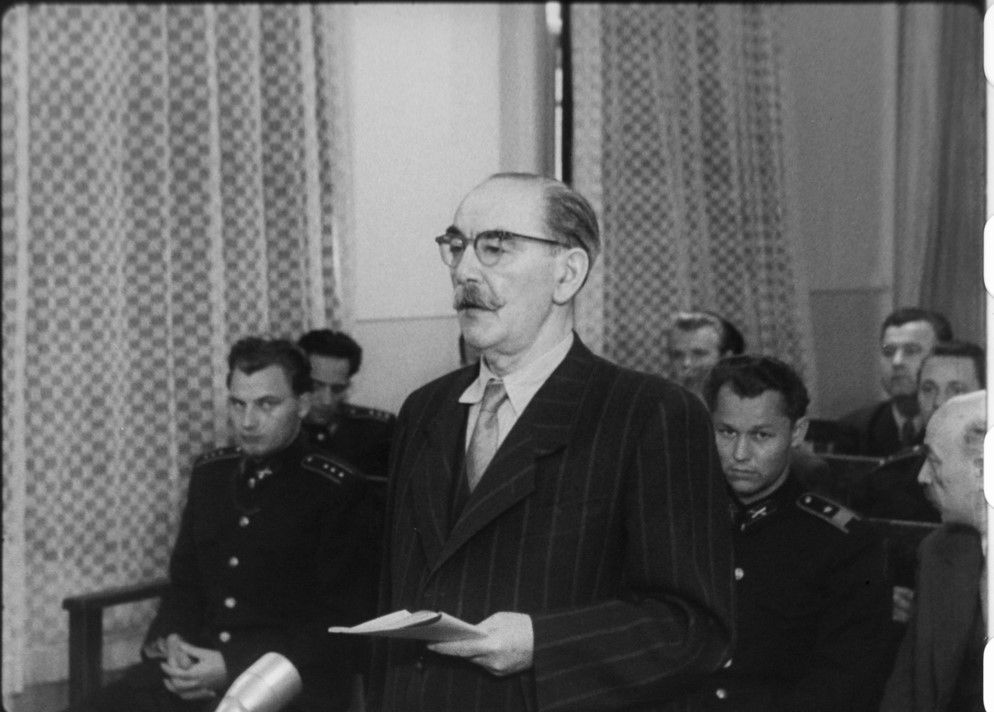
Halálra ítélése után felszólal az utolsó szó jogán

Miután a kísérletek, hogy Nagy Imrét rávegyék az új Kádár-kormány elismerésére sorra meghiúsultak, 1957. március 27-29-én Moszkvában Kádár János megállapodott az SZKP vezetőivel abban, hogy Nagy Imrét bíróság elé állítják. Bizonyos források arra utalnak, hogy a szovjet vezetés nem írta elő Nagy Imre halálos ítéletét, a legsúlyosabb büntetés szükségességét inkább a magyar vezetés alakította.
Április 9-én Kádár javaslatának megfelelően az MSZMP KB elfogadta azt a határozatot, mely Nagy Imre és társai őrizetbe vételéről, valamint büntetőeljárás megindításáról szólt. Április 14-én letartóztatták Nagyot, és Budapestre vitték társaival együtt. 1957. április 16-ai kihallgatása során Nagy Imre a válaszadást megtagadta, s ezentúl a jegyzőkönyveket sem írta alá. Június 14-én jelentkezett kihallgatásra: „Úgy érzem, nem vagyok bűnös semmiben, el akarom mondani tevékenységemet.” Továbbra is elutasította, hogy az eseményeket politikailag és büntetőjogilag értékelje.
A Belügyminisztérium 1957. augusztus 10-én készítette el a Nagy Imre-per vádiratát, augusztus 26-án Moszkvában Biszku Béla belügyminiszter egyeztette a vádiratot és az ítéleteket Andropovval, az SZKP KB osztályvezetőjével és más szovjet vezetőkkel. 1957. december 21-én az MSZMP KB zárt ülésen azon határozatot hozta, hogy Nagy Imréék ügyében a törvényes eljárásnak szabad folyást enged. 1958. február 5-én vette kezdetét a titkos per, melyet a katonai bíróság Fő utcai tárgyalótermében tartottak. A Nagy Imre-per vádlottainak ügyének tárgyalása a Legfőbb Bíróság dr. Radó Zoltán által vezetett Népbírósági Tanácsa előtt ment végbe. A vádat legfőbb ügyész első helyettese, dr. Szalai József képviselte. Radó pervezetése az adott körülmények között korrektnek volt mondható. A politikai vezetés számára azonnal kiderült, hogy Radó Zoltán nem tudja az elvárt szigorúsággal vezetni a tárgyalást: mindenkit hagyott beszélni, nem képes megakadályozni, hogy a vádlottak előadják saját érveiket és bizonyítékaikat, Radó pedig nem tud érdemben vitát folytatni a vádlottakkal, és a kívánt irányba vinni a bizonyítások menetét. Ezért másnap elnapolták a tárgyalást, betegségre hivatkozva. Négy hónappal később fejezték csak be, tanácselnöknek ekkor már a sokkal keményebb, a vádlottak bűnösségében meggyőződésesen hívő, addig már sok halálos ítéletet hozó Vida Ferencet nevezték ki.
A tárgyalás vezetőjéül kinevezett Vida Ferenc bíró az elvakultságig hithű kommunistaként meg volt győződve Nagy Imréék „ellenforradalmi” bűnösségéről, és a legsúlyosabb ítélet szükségességéről. Az 1956-ot követő megtorlás pereiben Vida a politikai vezetés előtt ellentmondást nem tűrő keménységéről és nagyszámú halálos ítéletéről volt ismert. Vida rendszerváltás utáni nyilatkozataiban tagadta, hogy az MSZMP vezetői, illetve maga Kádár János utasította volna a halálos ítéletek meghozatalára, ami nem életszerűtlen. A gyakorlatban a magyar politikai vezetés – illetve Szerov szerint személyesen Kádár – Vidát ismerve lényegében Vida személyének a per vezetésére történt kinevezésével döntött Nagy Imréék halálra ítélése mellett.
1958. június 9. és június 15. között folytak le a zárt tárgyalások. Védője, a már súlyos beteg 74 éves Bárd Imre hangot adott annak, hogy védence nemhogy a szocialista rendszer megdöntését nem akarta, hanem ellenkezőleg: éppen azt mentette, ami menthető volt, s ezenfelül minden változást az akkori pártvezetés tudtával és beleegyezésével vitt végbe. Vida Ferenc ekkor felháborodva ezt mondta „Figyelmeztetem a védőt, hogy ha nem hagyja abba pártunk és kormányunk vezetőinek rágalmazását, a vádlottak padján találja magát.” A tárgyalássorozat alig egy hét alatt véget ért, filmfelvétel is készült róla, melynek titkosítását csak 2008-ban oldották fel.
Június 15-én a Legfelsőbb Bíróság Népbírósági Tanácsa (melyet Vida Ferenc vezetett) Nagy Imrét halálra és teljes vagyonelkobzásra, Donáth Ferencet 12 évi börtönre, Gimes Miklóst halálra, Tildy Zoltánt 6 évi börtönre, Maléter Pált halálra, Kopácsi Sándort életfogytiglani börtönre, Jánosi Ferencet 8 évi, Vásárhelyi Miklóst pedig 5 évi börtönre ítélte. Az ítélet az MSZMP PB előzetes jóváhagyásával született meg.
A vádlottak mind bűnösnek vallották magukat, a miniszterelnököt kivéve. Nagy Imre az utolsó szó jogán a következőket mondotta: „Igen tisztelt népbíróság! Igen tisztelt elnök úr! Az ügyész úr vádbeszédében reám a legsúlyosabb, tehát halálbüntetés kiszabását javasolta. Többek között azzal indokolta, hogy a nemzet nem tud elfogadni olyan ítéletet, amely könyörületes lenne. Sorsomat a nemzet kezébe teszem. Védelmemre semmit felhozni nem kívánok, kegyelmet nem kérek.” Védője hivatalból adódóan kegyelmi kérvénnyel élt, így a formának megfelelően még ugyanezen a napon összeült a testület, mely az ítéletet is meghozta, és kegyelmi tanácsként működtek. Elnöke, Vida Ferenc indokolás nélkül elutasította a kegyelmi kérvényeket, ezáltal az ítélet a kihirdetés pillanatában rögtön jogerőre emelkedett.
E pernek áldozatul esett még Szilágyi József (1917–58) és Losonczy Géza (1917–57). Utóbbi még a tárgyalások megkezdése előtt elhunyt.

### Halála és temetései
A három halálraítélt kivégzésének időpontját másnapra tűzték ki, s átszállították őket Kőbányára, a Kozma utca 13. szám alatti Gyűjtőfogházba. Nagy Imre utolsó óráit levélírással töltötte, ezek a levelek azonban szeretteihez sohasem jutottak el.
Másnap, június 16-án, kora hajnalban jöttek a foglyokért. A Kisfogház udvarát jelölték ki a kivégzés színhelye gyanánt, ide az elítélteket egyesével kísérték. A kiküldött bíró Dr. Bimbó István volt, aki miután megállapította személyazonosságukat, felolvasta a Magyar Népköztársaság Legfelsőbb Bírósága Népbírósági Tanácsának ítéletét, és a kegyelmi kérvények elutasítását. Ezt követően a hóhérnak adta át őket.
Bogár János ítélet-végrehajtó 5 óra 9 perckor elsőnek Nagy Imre nyakába akasztotta a kötelet, aki a független, szocialista Magyarországot éltette utolsó szavaival. Utána következett Maléter Pál és Gimes Miklós. Miután az orvosok a halál beálltát megállapították, felvették a 120 Ft-ot a felmerült költségek fedezésére, majd aláírták az átvételi elismervényt.
Holttestüket a börtön udvarán temették el, kátránypapírba drótozva. Két és fél évvel később, 1961. február 24-én éjszaka, titokban kihantolták Nagy, Maléter és Gimes földi maradványait, és átvitték a rákoskeresztúri Új köztemető főbejáratától legtávolabb eső, 301-es parcellájába, ahol arccal a föld felé temették el őket. A temetői nyilvántartásba hamis neveket jegyeztek be.

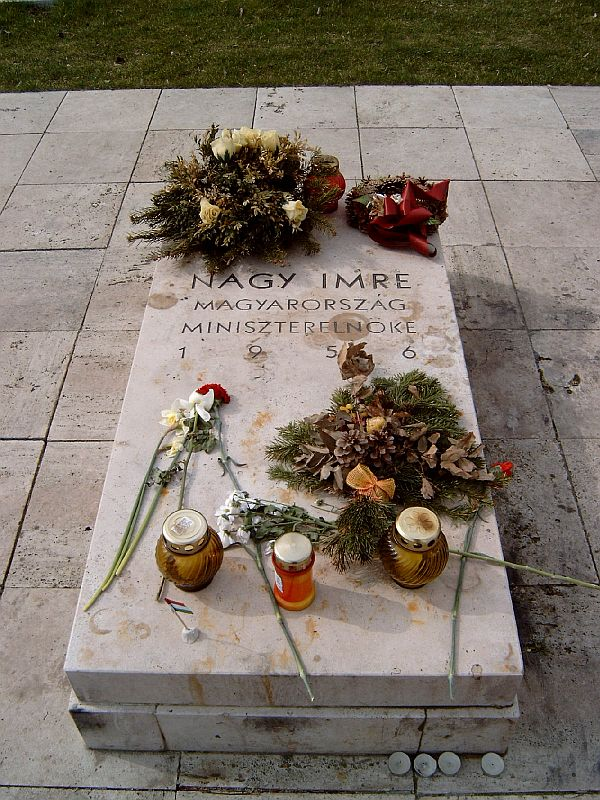
Nagy Imre síremléke
a 301-es parcellában

### Újratemetés, végső nyughely, végtisztesség
1988. június 5-én a volt 1956-os elítéltek által alapított Történelmi Igazságtétel Bizottság közzétett egy felhívást, melyben követelték többek között a Nagy Imre-per során kivégzettek tisztességes eltemetését és rehabilitációját.
1988. június 16-án, Nagy Imre kivégzésének 30. évfordulóján Párizsban, a Père-Lachaise temető 44-es parcellájában került sor Nagy Imre, Losonczy Géza, Maléter Pál, Szilágyi József, Gimes Miklós és a forradalom minden kivégzettje jelképes síremlékének felavatására. Budapesten megemlékezést tartottak az Új köztemető 301-es parcellájában, illetve a Belvárosban. A rendőrség erőszakkal feloszlatta a belvárosi megemlékezést.
1989. március 29-én megkezdődött Nagy Imre, Gimes Miklós, Losonczy Géza, Maléter Pál és Szilágyi József jeltelenül eltemetett holttestének exhumálása. A sírok kutatói számára kiderült az is, hogy a kádári hatalom a temetői anyakönyv számára azt a hamis adatot adta meg, hogy egy Párkánynánáson született nőt, „Borbíró Piroskát” temetik. Ez a „Borbíró Piroska” azonban Nagy Imre volt.
1989. június 16-án Nagy Imrét és társait ünnepélyes keretek között újratemették Budapesten, több százezer fő részvételével.
A Legfelsőbb Bíróság Elnökségi Tanácsa a legfőbb ügyész törvényességi óvásának alapján július 6-án hivatalosan is hatályon kívül helyezte Nagy Imre és társainak ítéletét, s bűncselekmény hiányában felmentette őket. Ezen tárgyalás folyamán érkezett meg a hír a korábbi halálos ítéletet jóváhagyó Kádár János haláláról.

### Kutatható iratanyaga
Miniszterelnöki (minisztertanácsi elnöki) működési időszakából (pontosabban az 1953–1955 közti évkörből) 8,73 iratfolyóméternyi, maradandó értékűnek minősített iratanyaga (64 doboz, 21 kötet) került az Országos Levéltár, mai nevén Magyar Nemzeti Levéltár Országos Levéltára őrizetébe, ahol az a XIX-A-2-v törzsszámon kutatható.

## Művei
- Virágzó mezőgazdaságért, jómódú parasztságért. Nagy Imre beszámolója a Magyar Kommunista Párt 3. kongresszusán; Szikra, Budapest, 1946
- Jobb szerszámmal több kenyeret. A nehézipari munkásság és a feldolgozó parasztság megbízottainak, a Szabad Föld kezdeményezésére 1948. máj. 15-én megtartott kasza-kapa értekezlete. Nagy Imre beszéde és hozzászólások; Szikra, Budapest, 1948
- Az államigazgatás és a tanácsok feladatai. Nagy Imre előadói beszéde a MDP III. kongresszusán; Szikra, Budapest, 1954
- A Nagy Imre vonal. Dokumentumválogatás; bev., dokumentumvál. Dér Ferenc, szerk. Kovács Lajos Péter, Sipos József; Reform, Budapest, 1989
- Viharos emberöltő; utószó, jegyz. Szántó László; Nagy Imre Alapítvány, Budapest, 2002
- Snagovi jegyzetek. Gondolatok, emlékezések: 1956–1957 (Gondolat–Nagy Imre Alapítvány, Budapest, 2006) 447 o. + 1 disc. mell. ISBN 963-961-055-0

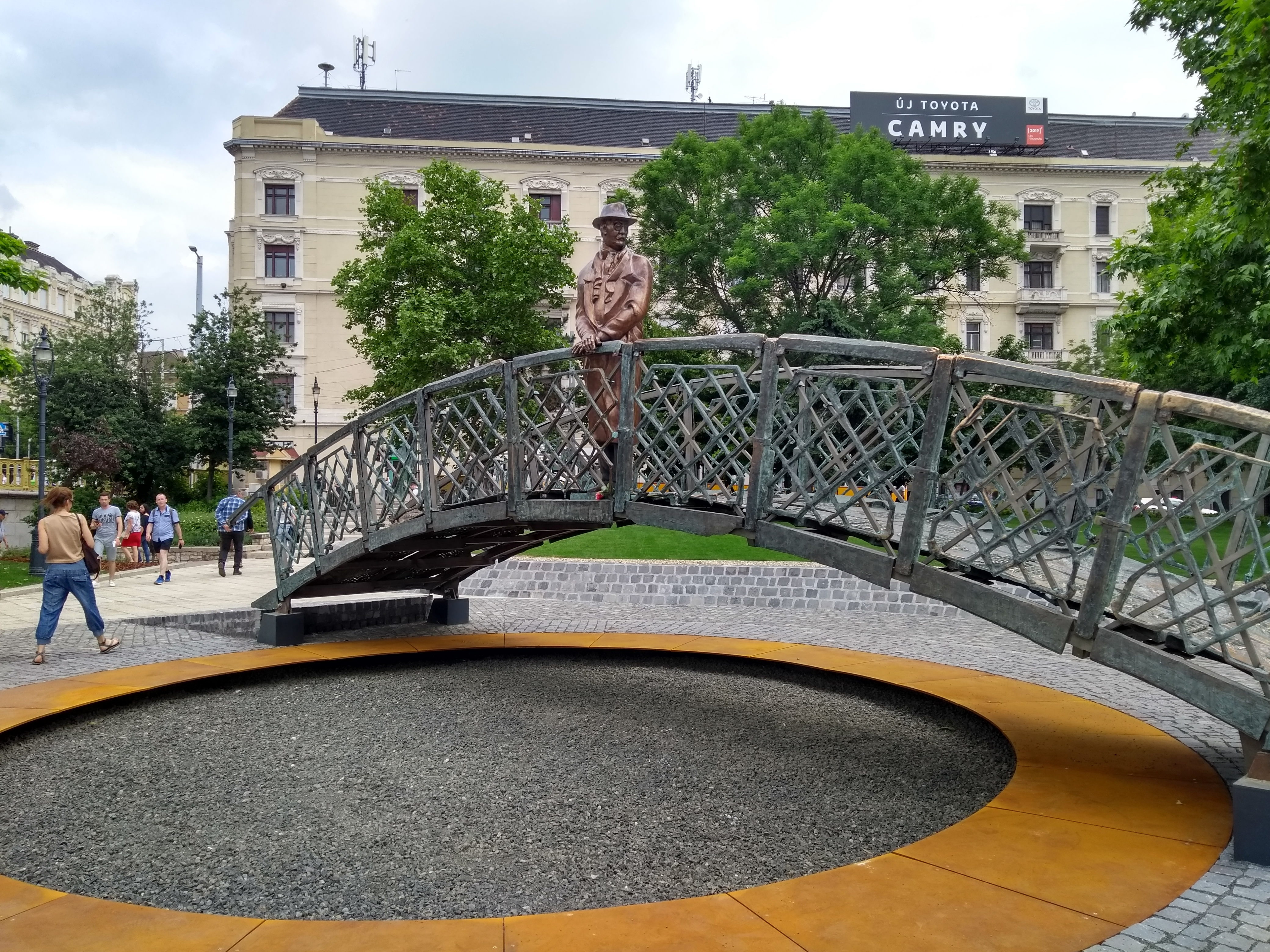
Nagy Imre emlékműve Budapesten, Varga Tamás szobrászművész alkotása

## Emlékezete
„Magyarország meg volt osztva, egyik oldalon állt a szovjet fegyverekkel hatalmon tartott, s a nép által gyűlölt kormány, a másikon pedig a nép, mely bízott Nagy visszatérésében. Olyannyira bízott, hogy még azok is, akik halottnak hitték, nem tartották lehetetlennek, hogy Nagy még a sírból is visszatér, hogy felépítse Magyarországot. Nagy már akkor nemzeti mítosz volt.”

– Gabriel García Márquez: Nagy Imre: hős vagy áruló? (1958 júniusa)

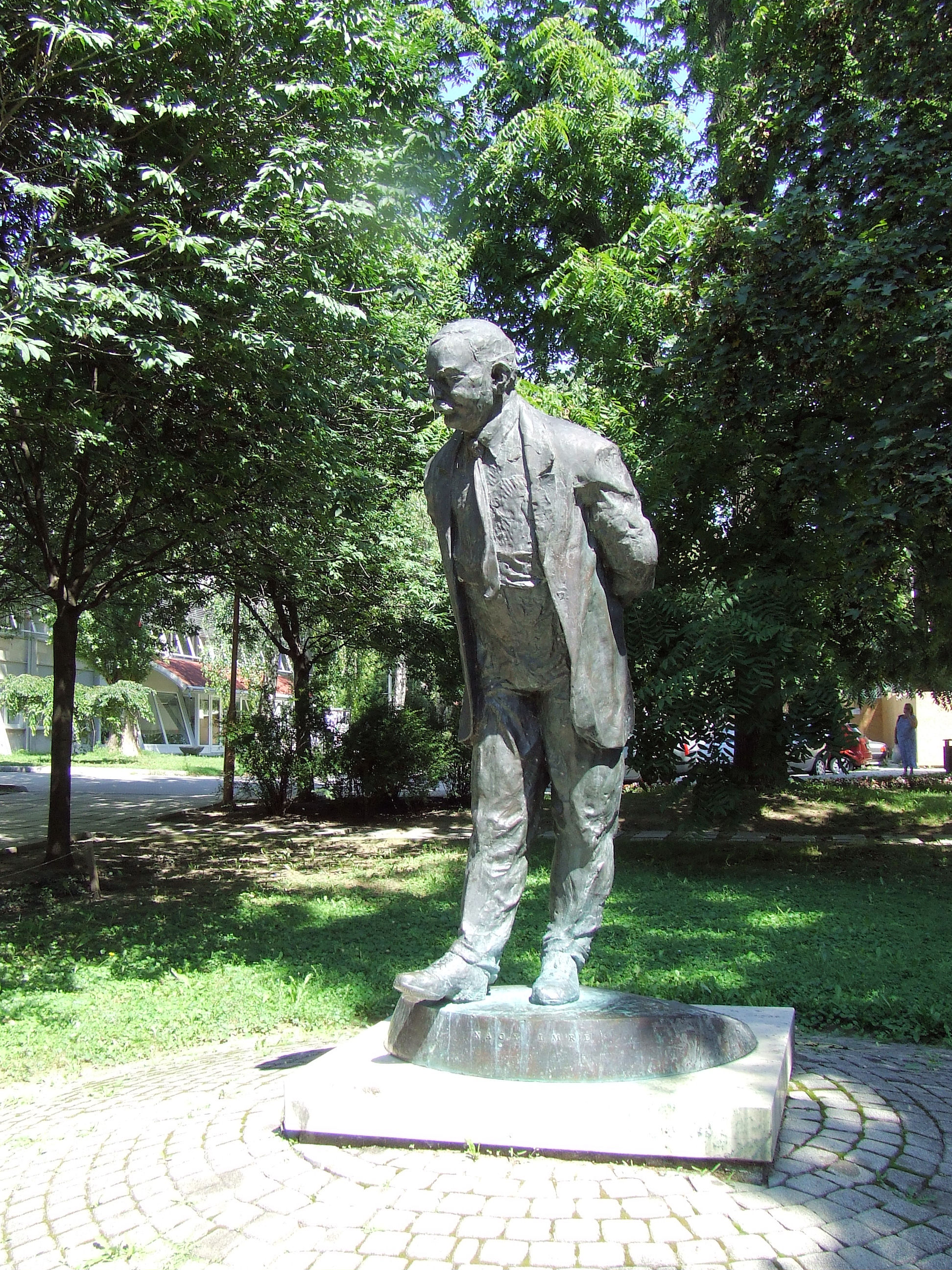
Nagy Imre szobra Kaposváron, Paulikovics Iván szobrászművész alkotása

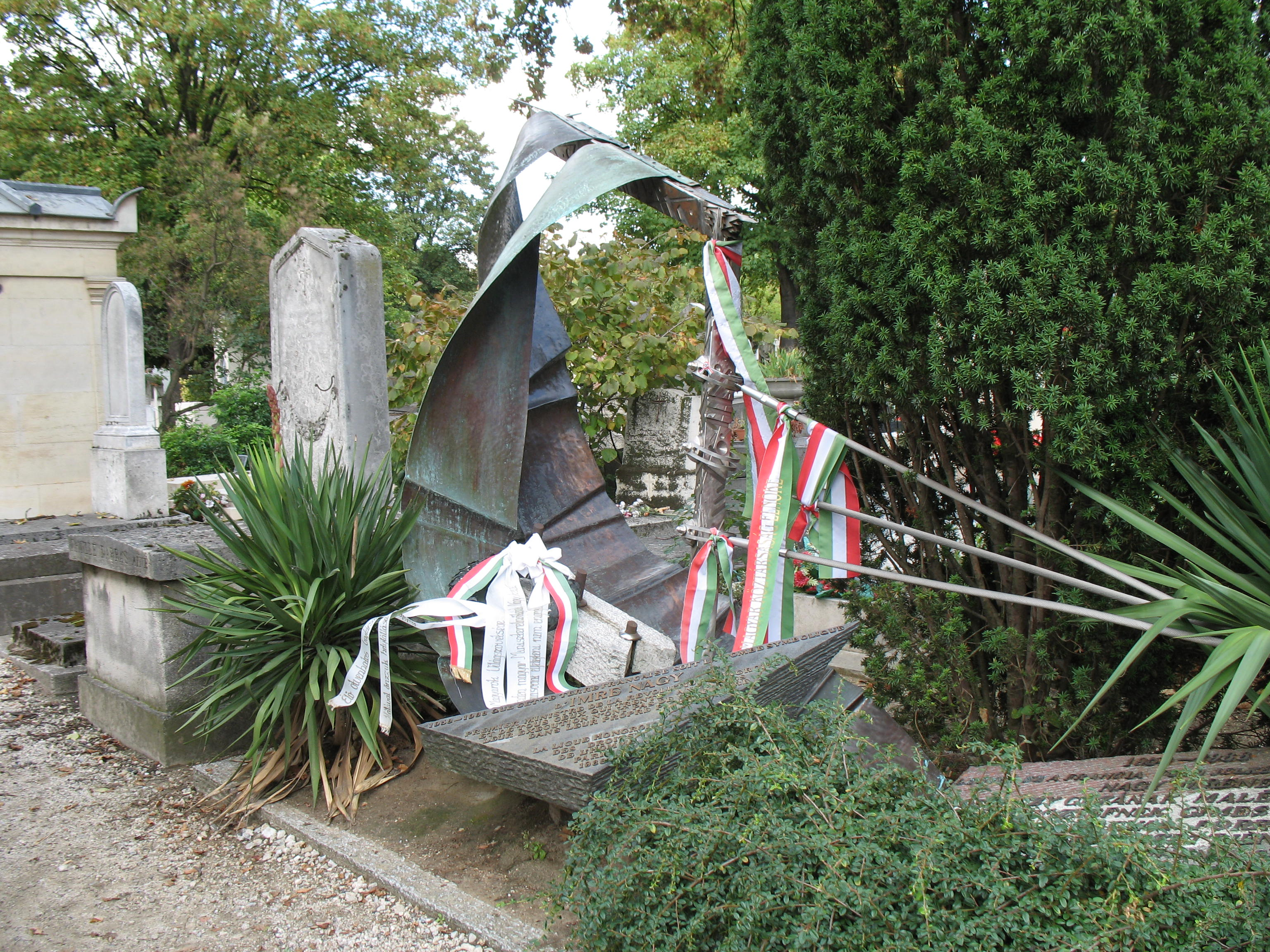
Nagy Imre emlékmű, Cimetière du Père-Lachaise, 8 Boulevard de Ménilmontant 75020, Párizs, Franciaország

1989-ben megalakult a Nagy Imre Alapítvány, Nagy Erzsébet és férje, Vészi János újságíró vezetésével.
2008-ban a június 9. és 15. között, Nagy Imre perének eredeti időpontjában, a Nyílt Társadalom Alapítvány Archívum és az 1956-os Intézet szervezésében a Centrális Galériában lejátsszák a per teljes hangfelvételét. A digitalizált anyagot a Magyar Országos Levéltártól kapták meg, kisebb jogi vita után.

### Budapesten
- Első hazai szobrát 1996. június 6-án (születésnapja vigíliáján) avatták fel Budapest V. kerületében, a Vértanúk terén. Varga Tamás szobrászművész alkotása. A művész egy könnyűívű hídra helyezte az életnagyságú bronzalakot, mely az Országház felé nézett. Az emlékművet három magánszemély állíttatta, elhelyezését és tájolását egy bizottság jelölte ki. A szobor történetesen éppen az 1919-es vörösterror áldozatainak 1949-ben lerombolt emlékművének helyén állt. Az emlékművet a Kiemelt Nemzeti Emlékhely Bizottság hozzájárulásával, az egykori miniszterelnök unokája és a Nagy Imre Társaság tiltakozása ellenére 2018. december 28-án reggel eltávolították, és 2019. június 5-én a Jászai Mari téren helyezték el.[39][40][41]
- A XVI. kerület önkormányzata 1991. november 22-én emléktáblát helyezett el a BGF Külkereskedelmi Főiskolai Kar épületén, amelynek szövege: „Ebben az épületben tartották fogva 1956. november 22-én Nagy Imre miniszterelnököt és a forradalomban résztvevő társait a szovjet hatóságok. Innen hurcolták őket Romániába.”

### Nagy Imre háza Budapesten az Orsó utcában

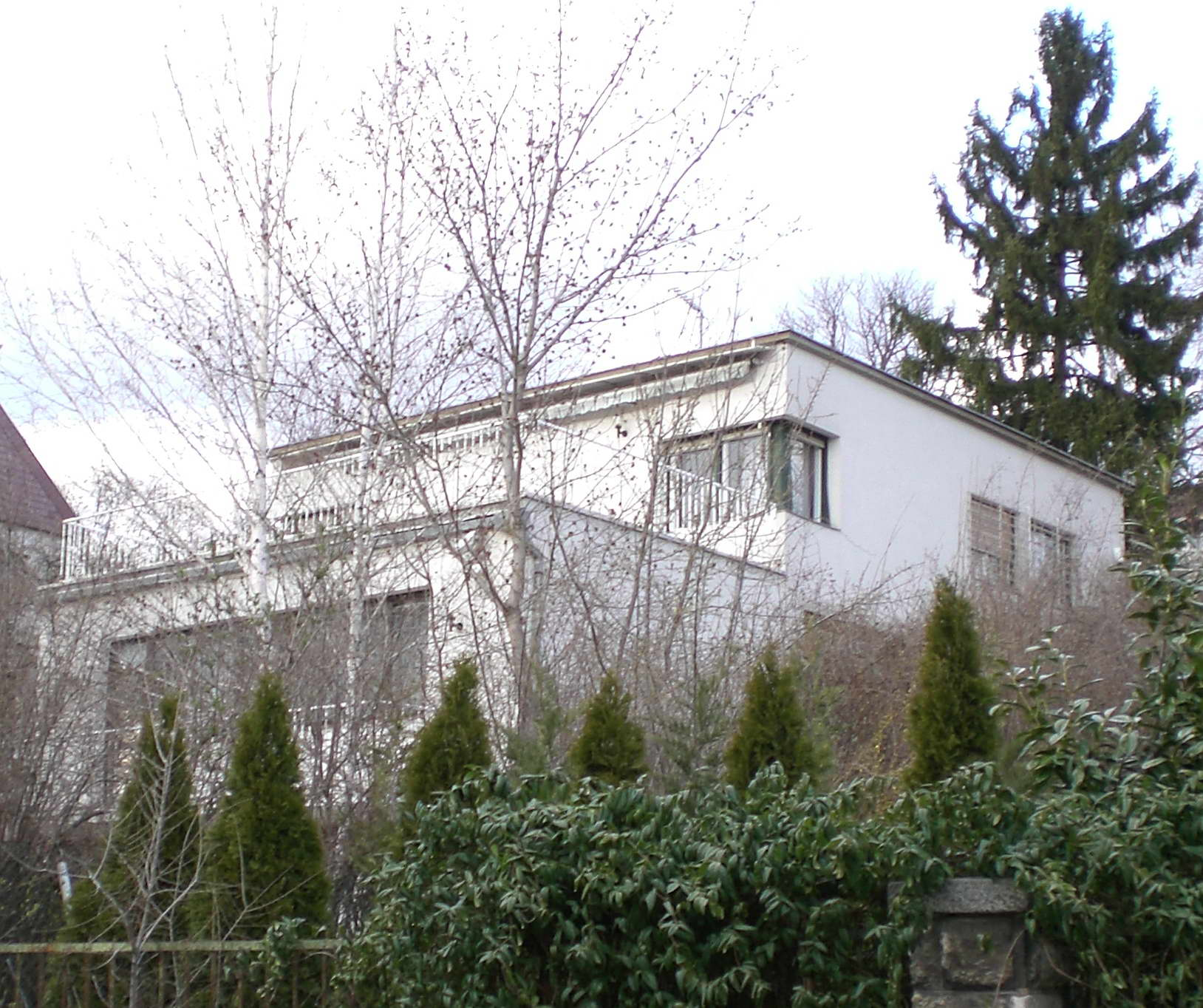
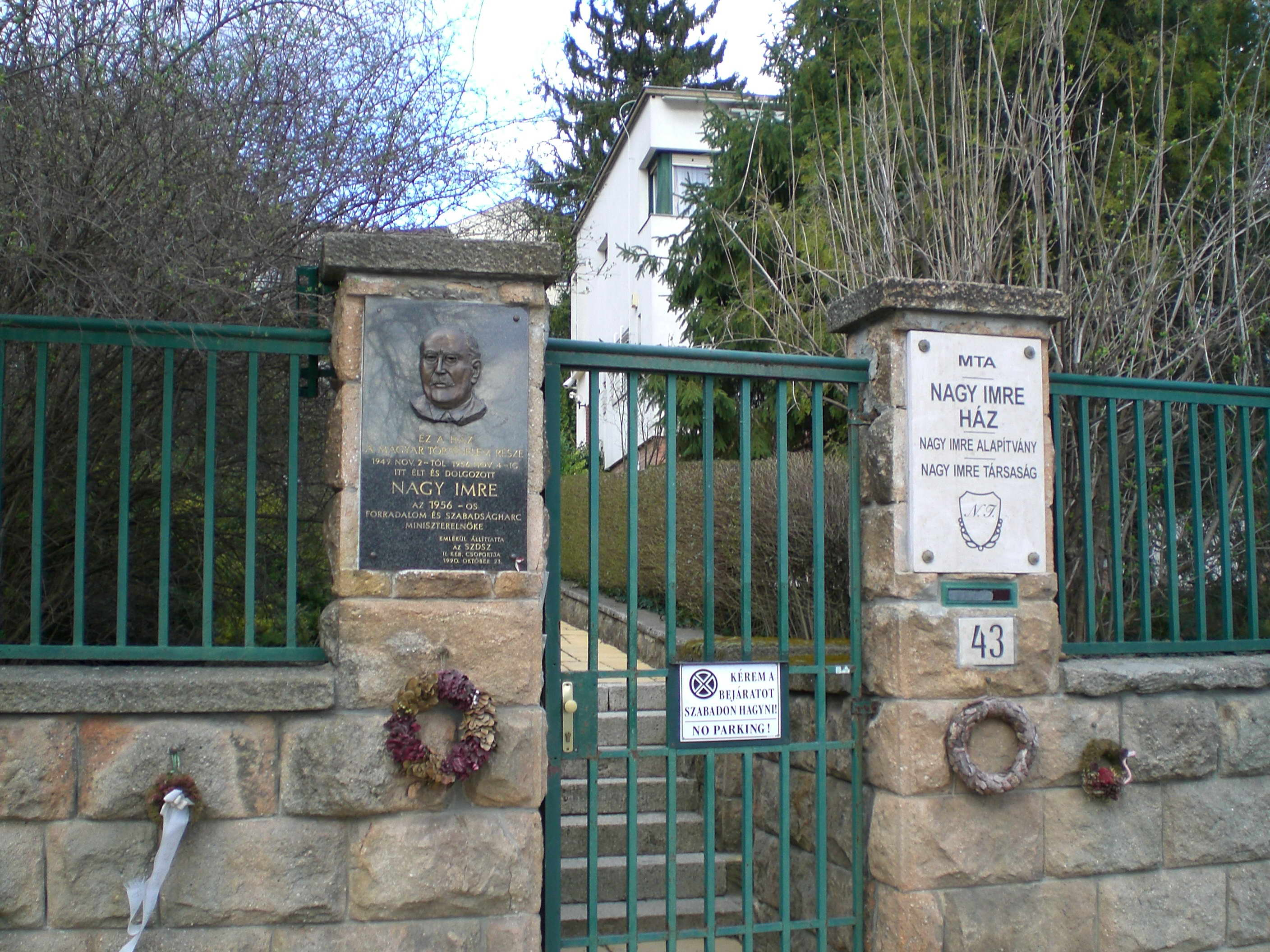
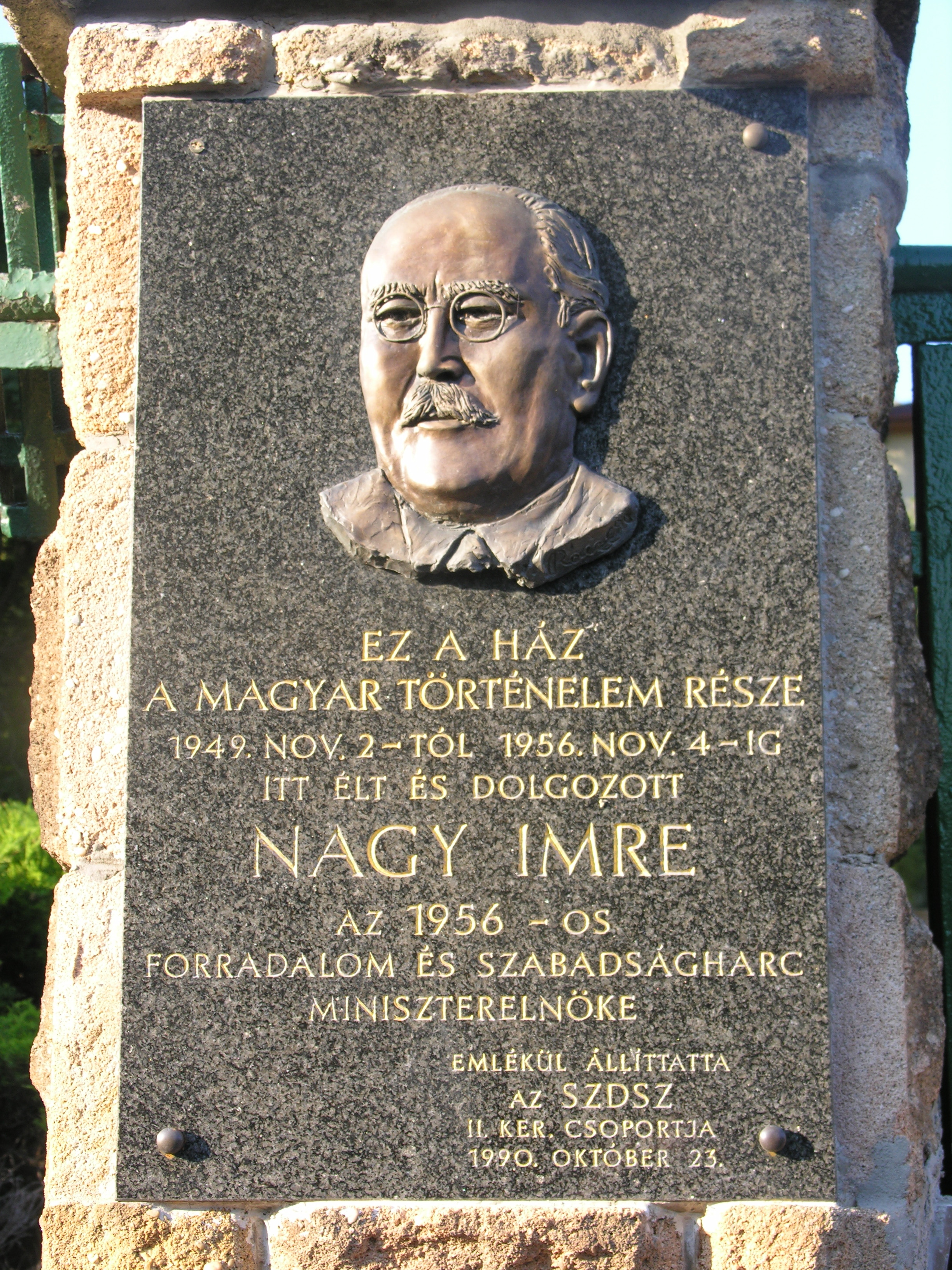

### Kaposváron
- Kaposvári bronzszobra a Nagy Imre téren található, amelyet 1996-ban, az '56-os forradalom 40-ik évfordulójára készített Paulikovics Iván.
- Arcképe megtalálható a Kaposvári Közlekedési Zrt. NHP-429 rendszámú, MAN Lion's City GL típusú autóbuszán.[42]

### Szegeden
- Szegeden Nagy Imre mártír miniszterelnök 2,2 méter magas 50 cm-es posztamensen álló bronzszobrát 2003 októberében avatták fel a Rákóczi téren.

### Egyebek

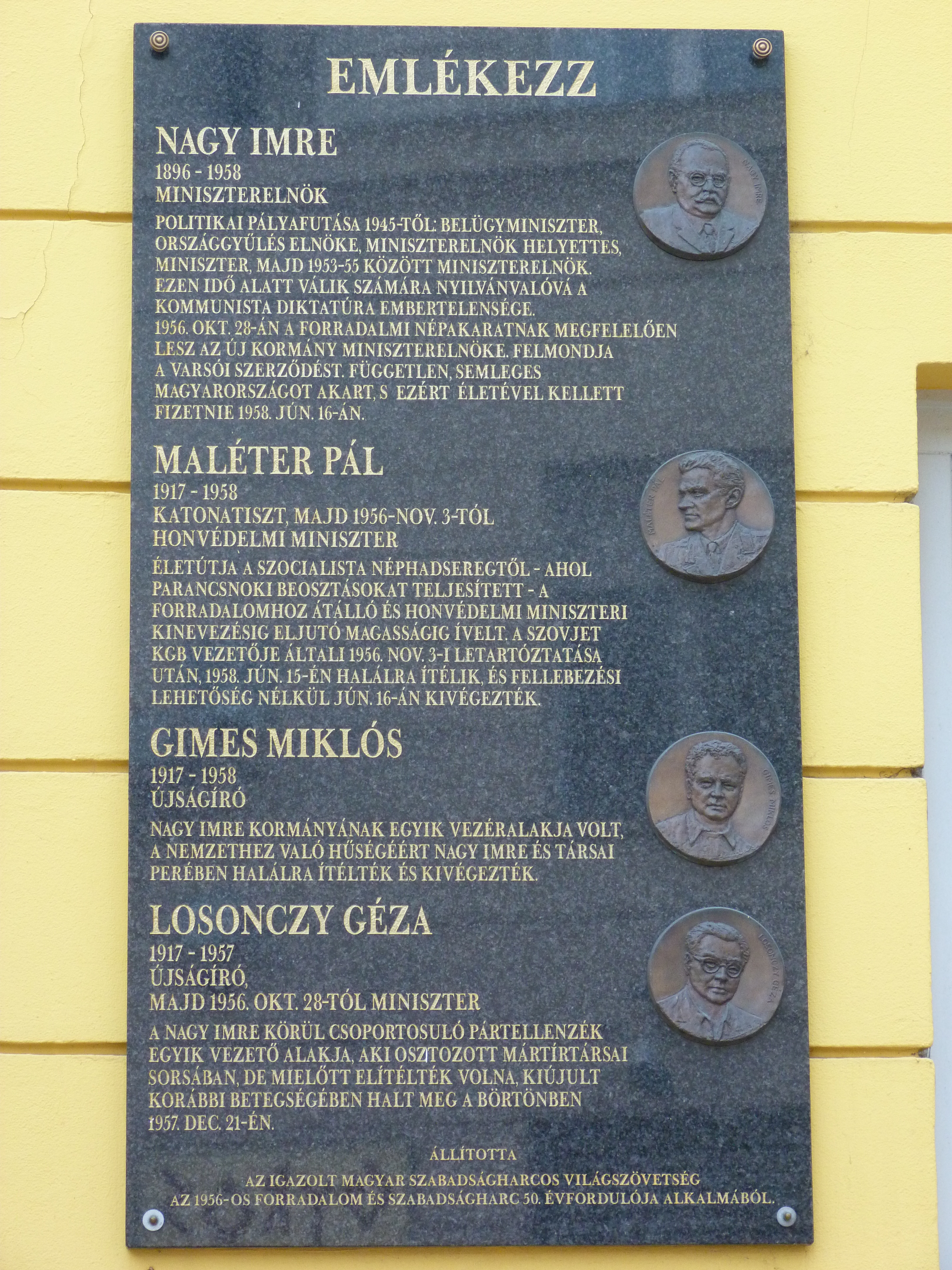
Emléklapja a Corvin közben

- Alakja többször felbukkan (említés szintjén) Kondor Vilmos magyar író Budapest novemberben című bűnügyi regényében.

## Filmek
- Nagy Imre életéről Mészáros Márta készített filmet 2004-ben, A temetetlen halott címmel.
- Alakja feltűnik a Szabadság, szerelem című filmben.

### Szépirodalmi feldolgozások
- A temetetlen halott. Nagy Imre naplója. Irodalmi forgatókönyv; forgatókönyv Mészáros Márta, Pataki Éva, Jancsó Miklós; Cameofilm, Budapest, 2003
- Jávor Béla: Újratemetés. Nagy Imre és Kádár János. Dráma; Mundus, Budapest, 2006 (Mundus – új irodalom)
- Sz. Lukács Imre: Nagy Imre testamentuma, a Magyar Golgota; Bába, Szeged, 2006
- Mohácsi István – Mohácsi János: 56 06 / őrűlt lélek vert hadak in. Múltépítés – avagy meghalni könnyű, élni a nehéz; Prae.hu Informatikai és Kommunikációs Kft., Budapest, 2018 SzínText sorozat

## Származása
| Nagy Imre (Kaposvár, 1896. jún. 7. – Budapest, X. kerület, 1958. jún. 16.) miniszterelnök, ref. | Apja: Nagy József (Kónyi, 1869 – Kaposvár, 1929. szep. 19.) megyei hajdú, ref.               | Apai nagyapja: Nagy József (Kónyi, 1816–1889) földműves, ref.                                     | Apai nagyapai dédapja: Nagy Mihály (Kónyi, 1787–1835) jobbágy, ref.                        |
| Nagy Imre (Kaposvár, 1896. jún. 7. – Budapest, X. kerület, 1958. jún. 16.) miniszterelnök, ref. | Apja: Nagy József (Kónyi, 1869 – Kaposvár, 1929. szep. 19.) megyei hajdú, ref.               | Apai nagyapja: Nagy József (Kónyi, 1816–1889) földműves, ref.                                     | Apai nagyapai dédanyja: Kovács Erzsébet (Kónyi, 1795–1844) ref.                            |
| Nagy Imre (Kaposvár, 1896. jún. 7. – Budapest, X. kerület, 1958. jún. 16.) miniszterelnök, ref. | Apja: Nagy József (Kónyi, 1869 – Kaposvár, 1929. szep. 19.) megyei hajdú, ref.               | Apai nagyanyja: Tischler Erzse (Szob, 1839 – Kaposvár, 1906) cselédnő, ref.                       | Apai nagyanyai dédapja: Tisler Illés (?, kb. 1794–Szob, 1851) urasági béres, ref.          |
| Nagy Imre (Kaposvár, 1896. jún. 7. – Budapest, X. kerület, 1958. jún. 16.) miniszterelnök, ref. | Apja: Nagy József (Kónyi, 1869 – Kaposvár, 1929. szep. 19.) megyei hajdú, ref.               | Apai nagyanyja: Tischler Erzse (Szob, 1839 – Kaposvár, 1906) cselédnő, ref.                       | Apai nagyanyai dédanyja: Szentbalázsi Katalin (Szob, 1813–1873) ref.                       |
| Nagy Imre (Kaposvár, 1896. jún. 7. – Budapest, X. kerület, 1958. jún. 16.) miniszterelnök, ref. | Anyja: Sáringer (törv.: Szabó) Rozália (Csákány, 1877 – Polgárdi, 1969) szobaleány, r. kath. | Anyai nagyapja: Szabó József (Csákány, 1854–1926) bognár, r. kath.                                | Anyai nagyapai dédapja: Szabó Vendel (n. a.) bognár, r. kath.                              |
| Nagy Imre (Kaposvár, 1896. jún. 7. – Budapest, X. kerület, 1958. jún. 16.) miniszterelnök, ref. | Anyja: Sáringer (törv.: Szabó) Rozália (Csákány, 1877 – Polgárdi, 1969) szobaleány, r. kath. | Anyai nagyapja: Szabó József (Csákány, 1854–1926) bognár, r. kath.                                | Anyai nagyapai dédanyja: Kálmán Rozália (n. a.) r. kath.                                   |
| Nagy Imre (Kaposvár, 1896. jún. 7. – Budapest, X. kerület, 1958. jún. 16.) miniszterelnök, ref. | Anyja: Sáringer (törv.: Szabó) Rozália (Csákány, 1877 – Polgárdi, 1969) szobaleány, r. kath. | Anyai nagyanyja: Sáringer Anna (Szőkedencs, 1854 – Csákány, 1923) szolgáló, földművesnő, r. kath. | Anyai nagyanyai dédapja: Sáringer József (Szőkedencs, 1800–1879) bérlő, asztalos, r. kath. |
| Nagy Imre (Kaposvár, 1896. jún. 7. – Budapest, X. kerület, 1958. jún. 16.) miniszterelnök, ref. | Anyja: Sáringer (törv.: Szabó) Rozália (Csákány, 1877 – Polgárdi, 1969) szobaleány, r. kath. | Anyai nagyanyja: Sáringer Anna (Szőkedencs, 1854 – Csákány, 1923) szolgáló, földművesnő, r. kath. | Anyai nagyanyai dédanyja: Latarics Anna (Csákány, 1820 - ?) szolgáló, r. kath.             |